# 日本の商店街一覧
日本の商店街一覧（にほんのしょうてんがいいちらん）では、日本に存在する商店街を列挙する。また団地などの付属商店街も記述する。

## 北海道地方

### 北海道
- 狸小路商店街（札幌市中央区）
- すすきの（札幌市中央区）
- 札幌一番街（札幌市中央区）
- 札幌市中央卸売市場（札幌市中央区）
- 二条市場（札幌市中央区）
- 東屯田通（札幌市中央区）
- 四番街 (札幌市)（札幌市中央区）
- 本郷通商店街（札幌市白石区）
- 石山商店街（札幌市南区）
- 平和通買物公園（旭川市）
- 本郷商店街（札幌市）
- 五稜郭商店街（函館市）
- 美原商店街（函館市）
- 函館都心商店街（函館市）
- 函館十字街商店街（函館市）
- 西部地区バル街（函館市）
- 駅前通（函館市）
- 中島廉売（函館市）
- 都通り商店街（小樽市）
- 小樽サンモール一番街、小樽都通り商店街（小樽市）
- 花園銀座商店街（小樽市）
- 小樽運河周辺商業集積（小樽市）
- 長万部中央商店街（長万部町）
- 室蘭市中央町商店街（室蘭市）商店街組織は以下の4つ
  - 室蘭中央町三丁目商店街振興組合、大町商店会、室蘭浜町商店街振興組合、中央町東銀座商店会
- 輪西商店街（室蘭市）
- 浜町アーケード街 - アーケードは2008年9月に撤去（室蘭市）
- 帯広広小路商店街 (帯広市)
- 帯広電信通り商店街（帯広市）
- タウン8広小路商店街（帯広市）
- 岩見沢市栄通り商店街 (岩見沢市)
- 岩見沢市４条通り商店街(岩見沢市)
- 北見銀座商店街 (北見市)
- 岩内町名店街（岩内町）
- 白老大町商店街（白老町）
- 歴まち商店街（江差町）
- 平和通買物公園（旭川市）
- 鉄北ショッピングセンター（釧路市）
- 北見市中心商店街・銀座商店街・サンロード（北見市）
- 中央商店街（網走市）
- クリオネ通り（網走市）
- 駅前大通商店街 - 2014年10月に撤去。（留萌市）
- 一条銀座ストリート、大町銀座ストリート（苫小牧市）
- 稚内中央アーケード商店街（稚内市）
- 中央通銀座商店街（江別市）
- 東町ニュープラザ商店街（江別市）
- 紋別はまなす通り商店街（紋別市）
- 名寄駅前商店街（名寄市）
- 緑町商店街（根室市）
- ニューサンロード商店街（千歳市
- ベルロード（滝川市）
- 三楽街 (滝川市)
- 深川市商店街（深川市)
- 五条商店街（富良野市）
- 恵み野アーケード街（恵庭市）

## 東北地方

### 青森県
- 新町 (青森市) - 青森市最大の商店街（しんまち商店街）
- 下土手町商店街（弘前市）
- 八戸屋台村「みろく横丁」（八戸市）
- 中町こみせ通り（黒石市）

### 岩手県
- 肴町商店街（盛岡市）
- 大通・菜園（盛岡市）
- 宮古市末広町商店街（宮古市）
- 東和町土沢商店街（花巻市）
- 上町商店街（花巻市）
- 水沢駅通り商店街（奥州市）
- 蔵を活かした「黒船百年計画」街づくり（奥州市）
- 本通り商店街（北上市）

### 宮城県
- 一番町（仙台市青葉区）商店街組織は以下の3つ
  - 一番町四丁目買物公園、ぶらんどーむ一番町、サンモール一番町
  - 壱弐参横丁
- 仙台市中心部商店街　中央通り（仙台市青葉区）商店街組織は以下の3つ
  - ハピナ名掛丁、クリスロード商店街、マーブルロードおおまち（仙台市仙台中央商店街）
- 仙台朝市商店街アメ横市場 （仙台市青葉区）
- 本町商店街（仙台市青葉区）
- 名掛丁商店街（仙台市青葉区）
- 仙台駅前商店街（仙台市青葉区）
- 一番町一番街商店街（仙台市青葉区）
- 宮町商店街（青葉区）
- ほっとタウン本町
- 長町駅前商店街（仙台市太白区）
- 荒町商店街（仙台市若林区）
- 河原町商店街（仙台市若林区）
- 仙台朝市商店街（仙台市青葉区）
- 南光台商店街商店街（仙台市泉区）
- なかやまショッピングストリート（仙台市泉区）
- サンカトゥールショッピングストリート（仙台市大白区）
- 長町一目商店街（仙台市大白区）
- 増田商店街（名取市）
- 中央通り商店街（丸森町）
- 多賀城復興横丁 わいわい村（多賀城市）
- 荒浜にぎわい回廊商店街（亘理郡亘理町）
- 大和町吉岡商店街（黒川郡大和町）
- 中村地区（大郷町）
- 中新田花楽小路商店街（加美町）
- 涌谷駅前中央通り商店街（遠田郡涌谷町）
- 佐沼中央商店会（登米市）
- 八日町商店街（気仙沼市）
- 南町紫神社前商店街/南町紫市場（気仙沼市）
- 南三陸さんさん商店街（本吉郡南三陸町）
- 伊里前商店街（南三陸町）
- 志津川おさかな通り（南三陸町）
- きぼうのかね商店街 （牡鹿郡女川町）
- 女川コンテナ村商店街（牡鹿郡女川町）
- シーパルピア女川（牡鹿郡女川町）
- アイトピア商店街・橋通り商店街（石巻市）
- 復興商店街
  - 石巻まんなか通り立町大通商店街（石巻市）
  - おしかのれん街（石巻市）
  - おがつ店こ屋街
- 飯野川商店街（石巻市）
- 矢本駅前通り・矢本地区商店街（東松島市）
- 高城町商店街（松島町）
- 松島海岸地区商店街（松島町）
- 七の市商店街（宮城郡七ヶ浜町）
- 街なか商店街（塩釜市）
- しおがま・みなと復興市（塩釜市）
- 塩釜・本町商店街（塩釜市）
- 塩竈fb商店街（塩釜市）
- 南ヶ町中央通り商店街（大崎市）
- 台町商店街（大崎市）
- 七日町中央通り商店街（大崎市）
- 古川駅前商店街（大崎市）
- 古川十日町商店街（大崎市）
- 南町商店街（大崎市）
- 六日町通り商店街（栗原市）
- 本町通り商店街（角田市）
- 中心商店街（角田市）
- 中央通り商店街（岩沼市）
- 船岡駅前中央商店街（柴田町）
- 荒町商店街（村田町）
- ロカル大河原商店会（旧・おおがわら中央通り商店街）（大河原町）
- 白石中央通り商店街（白石市）
- 白石繁華街通商店街（白石市）
- 本町大通商店街（白石市）
- 中町商店街（白石市）
- 宮地区商店街（蔵王町）

### 秋田県
- 通町商店街（秋田市）
- 秋田市民市場
- 秋田駅前アゴラ広場（秋田市）
- 大町商店街（大館市）
- 花輪新町商店街（鹿角市）

### 山形県
- 七日町商店街（山形市）
- 中町商店街（酒田市・中心市街地活性化のためもあり商家の子女が商店街の支援で女性アイドルグループSHIPを結成。酒田の「モーニング娘。」）
- 中通り商店街（酒田市）
- 鶴岡山王商店街（鶴岡市）
- 昭和商店街(鶴岡市)
- 本町大通り商店街（長井市）
- 新庄南北本町商店街等（山形県新庄市）
- 昭和縁結び通り商店街（山形県高畠町）
- 粡町通り商店街（山形県米沢市）
- 大けやきラ・ラ・ラ通り商店街（東根市）

### 福島県
- 文化通り商店街（福島市）
- パセオ470（福島市）
- 郡山市中央商店街 - なかまち夢通り（郡山市）
- 駅前アーケード商店街（郡山市）
- 神明通り商店街（会津若松市）
- 七日町通りまちなみ協議会・アネッサクラブ[1]（会津若松市）
- 平商店会（いわき市）
- 栄町商店街（南相馬市）

## 関東地方

### 茨城県
- 水戸市南町一丁目商店街（水戸市）
- 水戸市南町二丁目商店街（水戸市）
- 水戸市南町三丁目商店街（水戸市）
- 宮下銀座商店街（水戸市）
- 泉町二丁目商店街（水戸市）
- 北条商店街（つくば市）
- 土浦名店街（土浦市）

### 栃木県
- オリオン通り商店街（宇都宮市）
- 宇都宮ユニオン通り商店街（宇都宮市）
- バンバ通り（宇都宮市）
- 御橋通り（宇都宮市）
- まろにえ21（鹿沼市）
- アスパ（フラワーズプラザ）商店街（日光市）

### 群馬県
- 中央通り商店街（前橋市）
- オリオン通り商店街（前橋市）
- 弁天通商店街（前橋市）
- 桐生本町通り商店街（桐生市）
- 末広町商店街（桐生市）
- 錦町通り (桐生市)
- たてばやし下町通り商店街（館林市）
- 高崎中央銀座商店街（高崎市）

### 埼玉県
さいたま市北区
- きらら商店街

さいたま市大宮区
- 大宮一番街
- すずらん通り商店街
- 大宮銀座通り商店街
- 大宮南銀座
- 大宮銀座通り商店街
- 天沼商工親交会商店会
- 大宮中仙道中央商店街
- 大宮西口商店街
- 大宮東口商店街
- 住吉通り商店街
- 中央通り商店街
- 中央通り新栄会商店街
- DOM専門店街
- 氷川本通り商店街
- 三橋地区商店街
- さいたま新都心駅東口中山道商店街
- 西口中央エリア商店街
- 住吉通り商店街
- 一の宮通り商店街

さいたま市中央区
- 与野銀座商店街

さいたま市桜区
- 埼大通り商店街
- 西浦和駅前商店街
- 田島さくら草商栄会商店街
- 南元宿商店街
- 白鍬商盛会商店街

さいたま市浦和区
- なかまち商店街
- 浦和中央商店街
- 北浦和西口銀座商店街
- 北浦和西口商店街
- うらもん商店街
- 浦和駅東口大通り商店街
- 浦和中央商店街
- 県庁通り商栄会商店街
- 県庁通り商友会商店街
- コルソ商店街
- 彩の街南浦和商店街
- 浦和銀座商店街
- 高砂共栄会商店街
- 高砂二親会商店街
- 常盤1・2丁目商店街
- 仲一街商店街
- 東仲町商店街
- 前地通り商店街

さいたま市南区
- 鹿手袋商店街
- 南浦和商店街
- 南浦和共栄会商店街
- 細野商店街
- 広ヶ谷戸商店街
- 彩の街南浦和商店街
- 南浦和西口商店街
- 浦和六辻商店街
- 根岸商栄会商店街
- 神明台商店街
- 白幡商店街
- 南高通り商店街
- 田島通り商店街
- マーレ商店街

さいたま市岩槻区
- 岩槻名店街

蕨市
- 蕨ピアロード商店街

川越市
- クレアモール川越一番街など市内7商店街（埼玉県川越市）

- 大正浪漫夢通り
- 菓子屋横丁
- 小江戸横丁
- 川越サンロード商店街
- 川越新富町商店街
- 新宿旭町商栄会
- 鐘つき堂商店会
- 川越駅東口商店会
- 川越市柳通り商店街
- 川越中央通り商店街
- 川越西口商店街
- 川越名店街
- 喜多院不動通り商店街
- 立門前商栄会（外部サイト）
- 中央通り二丁目商店会
- 仲町商店街
- 中原町商店街
- 西川越商工振興会商店街
- 八幡通り商店街
- 広小路商栄会商店街
- 松江町松栄会商店街
- 元町1丁目商和会商店街
- 連雀町繁栄会商店街
- 六栄会商店街
- 稲荷町商工睦会商店街
- 清水町中央通り商店街
- 新河岸駅中央商店街
- 並木通り商店街
- 藤間商栄会商店街
- 大東商工会商店街
- 南台商栄会商店街
- 霞ケ関商和会商店街
- かわつる商店街
- 的場商栄会商店街
- 川越市角栄商店街
- かすみ駅前名店街
- かすみ商店睦会商店街

北本市
- 北本東中央通り商店街
- 北本団地商店街
- 天神通り商店街
- 三軒茶屋通り商店街

行田市
- 新町アーケード行田市新町通り商店街
- 行田市新町通り商店街
- 行田市中心商店街
- 巣鴨大鳥商店街
- 巣一商店街

久喜市
- 提燈祭り通り・久喜一番街
- 久喜銀座・中央商店街
- 久喜東口大通り商店街
- 栗橋駅前商店街
- クラッセくりはし
- 青葉団地商店街
- 東鷲宮駅駅前商店街

熊谷市
- 曙万平町商店街
- 一番街商店街
- 大露路商店街
- 籠原商店街
- 鎌倉町商店街
- 上熊谷商店街
- 熊谷駅前共栄会商店街
- 熊谷駅前筑波中央通り商店街
- 熊谷駅前東通り商店街
- 熊谷駅西通り商店街
- 商和会商店街
- 中央商店街
- 筑波振興会商店街
- 富士見会商店街
- 弁天町振興会商店街
- 弁天町西部振興会商店街
- 弁天町福互会商店街
- 星川通り商店街商店街
- 星川通中央親交会商店街
- 本町奉仕会商店街
- 南側商和会商店街
- 南本町商店街
- 宮町振興会商店街
- 弥生町通り商店街

鴻巣市
- エルミこうのすショッピングモール

秩父郡小鹿野町
- おがのシルクロード商店会

小川町
- 花水木通りショッピング通り商店街/停車場通り商店街

桶川市
- 中山道中央商店会

上尾市
- 宮町大栄会商店街
- 上尾仲町商店街
- 上尾市役所通り商店街
- 西上尾第二団地名店街
- 原市団地北口商店街
- 尾山台商栄会商店街
- 西上尾商友会商店街
- 中山道第一のれん街
- 原市南商栄会商店街
- 原市六区北商店街
- 平方商店街
- 今泉中央商店街
- 上尾柏四繁栄会商店街
- 上尾愛宕商店街
- 小敷谷商友会商店街
- ショーサン通り商店街

朝霞市
- 本町商店街
- 朝霞駅前商店街（朝霞市）

春日部市
- 牛島駅前商店街
- 内出商栄街（春日部市）
- 大池商店街（春日部市）
- 大枝池の端商店街（春日部市）
- 大場谷中商店街（春日部市）
- 春日部駅東口駅前商店街（春日部市）
- 春日部西口商店街（春日部市）
- 春日部西口駅前商店会（春日部市）
- せんげん堀商店街（春日部市）
- 武里団地名店街（春日部市）
- 武里東口商店街（春日部市）
- 武里西口名店街（春日部市）
- 武里平成通り商店街（春日部市）
- 銚子口豊野町商工振興会豊野工業団地商店街（春日部市）
- 豊春商店商店街（春日部市）
- 豊春駅西口商店街（春日部市）
- 仲町商栄会商店街（春日部市）
- 野澤商店街（春日部市）
- 八幡橋通り商店街（春日部市）
- 藤ケ丘文化村商店街（春日部市）
- 藤塚橋通り商店街（春日部市）
- 藤塚大通り商店街（春日部市）
- 藤乃ダイヤモンド商店街（春日部市）
- 文化通り商店街（春日部市）
- ポポ武里商店街（春日部市）
- 本町商店街（春日部市）
- 庄和銀座商店街（春日部市）
- 特売商店街（春日部市）
- 上町一番街（春日部市）
- 一の割呑龍通り商店街（春日部市）
- 旭町商店振興会商店街（春日部市）
- 一宮町商店街（春日部市）

加須市
- 駅通り商店街
- 本町商店街
- ぎんざ通り商店街
- 加須中一大通り商店街
- 千方商店街
- 加須一番街

川口市
- 川口本町共栄会
- 川口銀座商店街 樹モール
- セントラルアヴェニュー商店街
- ふじの市商店街
- 本栄商店街
- 川口市役所通り中央商店街
- 本局前商栄会
- キャメリア商店街
- 飯一商店街
- 飯塚二丁目商店街
- 飯三商店街
- 川口錦栄会商店街
- 合格通り商店街
- 並木観音通り商店街
- 西川口東口中通り商店街
- 西川口並木商店街
- 川口青五商店街
- 仲町商盛会商店街
- 西川口睦商店街
- 西一商店街
- 済生会通り百店会商店街
- 仁志銀座通り商店街
- 西川口駅前大通り商店街
- 西川口共栄会商店街
- 西川口西口駅前中央通り商店街
- 西川口南通り商店街
- 北町商店街
- 仲一商光会商店街
- 前川中央商店街
- 前川銀座商店街
- 川口市朝日商店街
- 元郷二丁目商工業会商店街
- 元郷五丁目商栄会商店街
- 南平東商店街
- 領家のれん会商店街
- 草加通り商栄会商店街
- 東本郷商店街
- 根岸商栄会商店街
- 北園連合商店街
- 芝本町通り商店街
- 芝みゆき通り商店街
- 川口市芝一丁商店街
- 芝銀座通り商店街
- 蕨駅東口大通り商店街
- 芝三栄商店街
- 芝中央通り商店街
- 芝園団地商店街
- 芝園ハイツ商店街
- 安行慈林商店街
- 東川口商店街
- 東公団通り商店街
- 川口市桜町商店街
- 鳩ヶ谷本町商店街
- 坂下町商店街
- 三ツ和商店街
- 辻永堀商店街
- 八幡木商店街
- グリーン・サンロード商店街

越谷市
- 越谷中央商店街
- 平方中央商栄会
- せんげん台東口商店会
- 千間台西口商店会
- せんげんパークロード商店会
- 大袋商店会
- 北越谷商店会
- 大沢三丁目商店会
- 大沢商店会
- 越谷新町商店会
- 越谷西一番街商店会
- 越谷西口商店会
- 大相模商店会
- 南越谷商店会
- 新越谷西口商店会
- 蒲生駅前商店会
- 蒲生南銀座商店会
- 蒲生ショッピングモール商店会
- 蒲生アサヒ通り商店会

入間市
- アポポ商店街
- サンロード商店街
- 町屋通りまちづくり商店街
- 入間川七夕通り商店街

坂戸市
- 坂戸駅北口通り商店街
- 睦柳会サンロード商店街
- 坂戸うまうま通り商店街
- 坂戸市黄金町商店街

幸手市
- 日光街道 助町・中央商店街
- 幸手市街地商店街
- 幸手団地内栄商店街

狭山市
- 入間川七夕通り商店街
- 中原商店街
- 狭山市駅通り商店街
- 狭山市中央商店街
- 新狭山北口商店会

志木市
- ぺあもーる商店街
- 志木市いろは商店街
- 志木駅南口商店街
- 柏町商店街
- 双葉町商店街
- しきアロハ商店街

白岡市
- 本町通り商店街
- 白岡駅西口商店街
- 白岡駅東口商店街
- 篠津商店街
- 大山商店街
- 白岡中央商店街
- 高岩商店街
- 日勝商店街
- 白岡西地区商店街

杉戸町
- 杉戸高野台商店会

草加市
- 六丁目商店街
- 市役所通り商店街
- 草加駅前一番通り商店街
- 草加中央銀座商店街
- 住吉商店街
- 高砂緑の街
- 氷川中央通り商店街
- 草加南商店街
- 花栗商店街
- 谷塚駅東口商店街
- わいわいロード商店街
- 新田ふれあいロード商店街
- 弁天町商店街
- 八幡町商店街
- 青柳商店街
- パインアベニュー商店街
- 草加駅西口商店街
- 草加サンタウン商店街
- アコス通り商店街
- 新田西口商店街
- 東武草加ヴァリエ商店街
- アコス専門店街
- 新田横丁商店街
- 松原ハーモネスプラザ商店街

秩父市
- みやのかわ商店街
- 東町商店街

鶴ヶ島市
- 鶴ヶ島駅西口商店街
- 鶴ヶ島東栄会商店街
- 若葉商店会商店街

所沢市
- 所沢ファルマン通り商店街
- 所沢日栄会商店街
- 所沢プロペ商店街
- 所沢昭和会商店街
- 中央通り振興会商店街
- 旭町商栄会商店街
- 御幸商栄会商店街
- 所沢銀座商店街
- 金山町商栄会商店街
- 宮本町商盛会商店街
- 西所沢商栄会商店街
- 航空公園西口商店街
- 有楽町商栄会商店街
- スカイライズタワー商店街
- 所沢コンセールタワー商店街
- 緑町一丁目商店街
- 新所沢ミナミプラザ商店街
- 新所沢名店街
- パルコ南通り商店街
- 緑町三丁目商店街
- しんとこはっぴーろーど商店街
- 緑町四丁目商店街
- 新所沢東口一番街
- 新所沢東口駅前商店街
- 所沢パークタウン商店街
- 星の宮共栄会商店街
- トンボ通り商店街
- ライオンズロード山口商店街
- 小手指商栄会商店街
- 小手指ショッピングアーケード商店街
- 小手指ハイツ西武ショッピングプラザ商店街
- 小手指南口商店街
- 所沢ニュータウン中央商店街
- 所沢和ヶ原商店街
- ウェストヒルプラザ商店街
- サンロード商店街
- 狭山ヶ丘中央商店街
- 三ヶ島商栄会商店街
- 東所沢商店商店街

戸田市
- 喜沢一丁目商店街
- 喜沢中央通り商店街
- 中町商店会商店街
- 戸田中央商店街
- さつき通り商店街
- 本町商店街
- 上戸田商店街
- 新曽新田口商店街
- 美笹商店街

長瀞町
- 岩だたみ通り商店街
- 長瀞駅前商店会

滑川町
- なめがわ森林モール
- ぼたん通り商店街

新座市
- 西堀銀座商店街
- 西武中央商店街
- 志木駅南口商店街
- 栄四丁目商店街
- 四条名店街
- 新座団地名店街
- 新座団地前商店街
- 野火止グリーンランド商店街
- 庚申通り商店街
- 野火止商店街
- 東野商店街
- ふるさと新座商店街

蓮田市
- 椿山商店街
- 蓮田駅西口商店街

東松山市
- ぼたん通り商店街
- 陣屋通り商店街（旧まるひろ通り商店街）[2]
- 中央通り商店会
- 松葉町商栄会
- 東松山一番街
- 材二商店街

羽生市
- キンカ堂通り商店街
- 上町商店街
- 中央商店街
- 松原通り商店街

飯能市
- 飯能大通り商店街
- 飯能銀座商店街

深谷市
- 中心市街地商店街 深谷商店街連合会（西島商友会. 仲町勉強会. 本住町深光

会. 稲荷町共栄会. 深谷商業奉仕会）
- 森谷商店街

富士見市
- 鶴瀬夢灯り商店街
- 鶴瀬東中央通り商店街
- つるせセーフティロード
- 扇田商店街
- あけぼの商店街
- 上沢商店街
- 鶴瀬駅西口通り商店街
- 鶴瀬西銀座
- つるせ西商店街
- 権平山商店街
- つるせ台商店街
- 正興中央通り商店街
- 鶴瀬西3丁目通り商店街
- 東みずほ台商店街
- 寺下商店街
- 水谷中央商店街
- 西みずほ台商店街

ふじみ野市
- 西口商店街
- 霞ヶ丘商店街
- 富士見通り商店街
- 武蔵野商店街
- 本通り商店街
- 中央通り商店街
- 上福岡駅前名店街
- 上野台銀座商店街
- 上福岡銀座商店街
- 上福岡一番街
- 八雲通り商店街

本庄市
- 本庄銀座
- 児玉中央通り商店会

三郷市
- 三郷団地中央商店街
- 早稲田中央通り商店街
- 三郷駅南商店会

皆野町
- みやのかわ商店街

宮代町
- 駅前一番街

三芳町
- 藤久保中央通り商店街
- 丸富士商店街

毛呂山町
- 長瀬銀座商店街
- 医大前商店街
- ゆずの里商店街

八潮市
- 馬場通り商店街
- 中央公園街商店街
- パルコ通り商店街
- けやき通り商店会

吉川市
- 吉川団地名店街

寄居町
- ふるさと寄居商店会
- 中町商店街
- 栄町商店街
- 本町商店街

蕨市
- 蕨銀座商店街
- 蕨中央一番街
- 中仙道蕨宿商店街
- 蕨中央商店街
- 蕨西口商店街
- ぶぎん通り商店街
- 蕨西口みゆき商店街
- 塚越商店街

### 千葉県
千葉市中央区
- 千葉市中央区栄町商店街（ハミングロードパルサ）
- C-one（千葉市中央区）
- 市場町商栄会商店街
- 千葉銀座通り商店街
- あやめ台商店会商店街
- 稲荷町商工親交会商店街
- 今井町商店会商店街
- 大森商栄会商店街
- 栄町通り商店街
- 白旗商店会商店街
- 蘇我駅東口商店街
- 千葉銀座商店街
- 中央銀座商店会商店街
- 千葉中央一番街商店会商店街
- 千葉ショッピングセンター商店会商店街
- 千葉寺商店会商店街
- 長洲商工振興会商店街
- 西銀座商店街
- 西千葉マロニエ商店会商店街
- 富士見商店街
- 松波商工振興会商店街
- 松ヶ丘商栄会商店街
- みゆき通り商栄会商店街
- 若葉文化商業組合商店街
- ゆりの木商店会商店街

千葉市緑区
- 土気駅駅前商店街（あすみが丘バーズモール）
- 鎌取商交会商店街
- 誉田商店会商店街

千葉市稲毛区
- 穴川商栄会商店街
- 稲毛商店街
- 稲毛東商店会商店街
- 京成団地商店会商店街
- 京成宮野木商栄会商店街
- 千草台団地商店会商店街
- 小仲台商栄会商店街
- 三和ショッピングセンター共栄会商店街
- 稲毛商店街（千葉県千葉市稲毛区）

千葉市美浜区
- 美浜プロムナード
- 稲浜ショップ商店会商店街
- 幸町一丁目商店会商店街
- 高洲第一ショッピングセンター商店会商店街
- 高浜ショッピングセンター商店会商店街
- 真砂第三ショッピングセンター商店会商店街

千葉市若葉区
- 大宮台商店会商店街
- 小倉台商店会商店街
- 高根グリーンタウン商店会商店街
- 千城台西商店街
- 千城台東町商店会商店街
- にしつが商店会商店街

千葉市花見川区
- 検見川商工振興会商店街
- こてはし台中央商店会商店街
- さつきが丘名店街
- さつきが丘小売市場
- 16号商工振興会商店街
- 千種商店会商店街
- 幕張銀座通り商栄会商店街

柏市
- 柏二番街商店街
- ファミリかしわ（柏駅前第一商業協同組合）
- 豊四季商店街
- 豊四季団地名店会商店街
- あさひ通り商店街
- スカイプラザテナント会商店街
- セントラルパル商店会商店街
- ときわ商店会商店街
- 逆井商店会商店街
- 協栄商店会商店街
- 光ヶ丘商店会商店街
- 松葉中央商店会商店街
- 松葉町商店会商店街
- 松葉町商店会商店街
- 西口商店会商店街
- 西口本通り商店街
- 増尾共栄商店会商店街
- 増尾西口商店会商店街
- 大塚町商店会商店街
- 長全寺商店会商店街
- 東パル街商店会商店街
- 東町商店会商店街
- 南本町商店会商店街
- 柏駅前通り商店街
- 柏銀座通り商店街
- 柏中央商店会商店街
- 柏南口商店会商店街
- 柏本町通り商店街
- 豊住商店会商店街

松戸市
- 松戸駅前商工振興会商店街
- 高砂通り商店街
- 二丁目中通り商店街
- ボックスヒル松戸名店会商店街
- 三丁目春雨会商店街
- みやまえ会商店街
- 松戸東口商店会商店街
- 竹の根商店会商店街
- 根本商栄会商店街
- 角町・下横町商店会商店街
- 小山商店協和会商店街
- 樋野口商店会商店街
- 下矢切商和会商店街
- 三矢小台商店会商店街
- 三矢小台ショッピングセンター街
- 三矢小台中央商店会商店街
- 二十世紀が丘商店会商店街
- 栗山商店会商店街
- みのり台一番街商店会商店街
- みのり通り商店街
- 稔台小学校通り商店街
- みのり台駅前通り商店街
- 松戸新田駅前商店街
- 胡録台商工振興会商店街
- 松戸新田仲井町商店会商店街
- 八柱中央商店街
- 八柱駅前中央商店会商店街
- 八柱グリーン商店会商店街
- サンセット通り商店街
- 松戸新田稔台大通り商店街
- 常盤平駅前通り商店街
- 常盤平中央商店会商店街
- 常盤平銀座商店会商店街
- 常盤平商店会商店街
- さくら通り商店街
- 東店舗商店会商店街
- サンロード五香商店街
- 五香商店会商店街
- 六実商興会商店街
- 六高台中央商店会商店街
- 松飛台商店会商店街
- 小金原中央商店街
- 殿内商店会商店街
- 大金平商店会商店街
- いちょう通り商店街
- 北小金ピコティ西館名店街
- 馬橋西口銀座通り商店街
- 馬橋だるま会商店街
- 馬橋西口中央通り商店街
- 馬橋駅前通り商店街
- 馬橋東口商店会商店街
- 馬橋一番通り商店街
- 馬橋本通り商店街
- 栄町しんきん通り商店街
- だるま商店会商店街
- 栄町一番会商店街商店会商店街
- 仲堀商店会商店街

野田市
- 野田中央商店会商店街
- 本町会商店街
- 川間駅南口商店会商店街
- 栄町会商店街
- 野田しらさぎ通り商店街
- 川間駅前商店街
- 一番街
- 愛宕町会商店街
- 下町サービス会商店街
- うめさと商栄会商店街
- 中央銀座会商店街
- 七光台共栄会商店街
- 野田橋親盛会商店街
- 昭和会商店街
- 振興会商店街
- さくら会商店街
- 幸会商店街
- 野田銀座会商店街
- 第一本町会商店街
- 有吉町会商店街
- 音女会商店街
- 白木会商店街
- 東部酒販組合商店街
- 愛宕中央会商店街
- 清水商栄会商店街
- 清水春光会商店街
- 琴平会商店街
- 中根商友会商店街
- 日の出町商店会商店街
- 鹿島会商店街

鎌ケ谷市
- 大仏商店会商店街
- 東武鎌ケ谷駅前商店街
- 中央商店会商店街
- 鎌ケ谷さんちく会商店街
- グリーン通り商店街
- 東部団地商店会商店街
- ダルマ商店会商店街
- 北初富商店会商店街
- 井草商店会商店街
- 東中沢商店会商店街
- 大仏南通り商店街
- すずらん通り商店街
- 鎌小通り商店街
- くぬぎ山いちょう通り商店街

市原市
- 五井駅西口商店会商店街
- 五所白金商店会商店街
- 姉崎中央商店会商店街
- みまち商店会商店街
- 牛久商店会商店街
- 富士見商店会商店街
- 鶴舞商店会商店街
- 光風台商店会商店街
- 五井海岸入口通り商店街
- 八幡商店会商店街
- 山新商店会商店街
- 戸田商店会商店街
- 五井新田商店会商店街
- 有秋商店会商店街
- 五井東口商店会商店街
- 五井南商店会商店街
- 青葉台商店会商店街
- 市津商店会商店街
- 加茂商工奉仕会商店街
- 市原地区商店会商店街
- 五井ひふみ会商店街
- みなみ商店会商店街
- 椎津商店会商店街
- 五井本町商店会商店街
- 辰巳ショッピングセンター
- 若宮ショッピングセンター
- レインボーショッピングセンター商店会商店街
- 内田商店会商店街
- 五井中央商店会商店街
- 菊間ショッピングセンター
- 若宮ショッピングセンター専門店街
- 辰巳中央商店会商店街

我孫子市
- 布佐商興会商店街
- 湖北地区会商店街
- 商栄会商店街
- あやめ商店会商店街
- 寿商店会商店街
- 本町商店会商店街
- 天子台商店会商店街
- 湖北台駅前商店街
- 商友会商店街
- 柴崎台商店会商店街
- 上町商店会商店街
- 光商店会商店街
- 泉商店会商店街
- 久寺家通り商店街
- 我孫子ビレッジショピングセンター
- あらき商店会商店街
- 湖北台名店会商店街
- 湖北台中央商店会商店街
- 布佐ウイング商店会商店街
- 東我孫子商店会商店街
- 天王台・仲町商店会商店街
- 久寺家中央商店会商店街
- 湖北台仲通り商店街

浦安市
- 浦安フラワー通り商店街
- 堀江フラワー通り会商店街
- 堀江1・2丁目商店会商店街
- 庚申通り専門店会商店街
- 西友さつき会商店街
- 魚市場北口商店会商店街
- 浦安魚市場
- 当代島商店会商店街
- 浦安駅南口商店会商店街
- 公民館通り商店街
- 浦安メトロセンター会商店街
- ユニモール商店会商店街
- 浦安商栄会商店街
- 浦安駅前商店街
- モナ専門店会商店街
- ショッパーズ専門店会商店街
- 猫実本通り商店街
- 商連商栄会商店街
- 浦安駅北口商店会商店街

習志野市
- 津田沼商店街協同組合
- サンロード津田沼商店会
- 袖ヶ浦ショッピングセンター
- 谷津サンプラザ商店会
- 谷津商店街協同組合
- 三和名店街
- 津田沼一丁目商店会
- 新習志野駅前商店会
- 大久保商店街協同組合
- 実籾駅前商店会
- 実籾コミュニティーロード商店街
- 実籾ほたる野商店会
- 実籾稲荷通り商店会
- 津田沼南口商店会

茂原市
- 茂原榎町商店街
- 本町商店会商店街
- 駅前通り商店街
- 銀座商店会商店街
- 昌平町商店会商店街
- サンシティ町保商店会商店街
- 茂原駅前商店街
- 野巻戸商工会商店街
- 高砂商店会商店街
- 浜町商店会商店街
- 旭町商店会商店街
- 千代田町商店会商店街
- 文京商店会商店街
- 西町商店会商店街
- 東町商工会商店街
- 新茂原商店会商店街

成田市
- 花崎町商栄会商店街
- 全三里塚商和会商店街
- 土屋商店会商店街
- 奥山親和会商店街
- 田町商店会商店街
- 幸町幸栄会商店街
- 上町商店会商店街
- 成田東地区商店会商店街
- 公津西商店会商店街
- 門前通り振興会商店街
- 成田商業協同組合商店街
- 成田西商店親和会商店街
- 新道商店会商店街
- 寺台商店会商店街
- JR東口新道商店会商店街
- 豊住地区商店会商店街
- 不動ヶ岡商店会商店街
- 成田西南盛会商店街
- 松崎新地区商店会商店街
- 堂庭親和会商店街
- 吾妻ショッピングセンター店会商店街
- 宝田・押畑地区商店会商店街
- 吾妻商店会商店街
- 中台ショッピングセンター
- ショッピングセンタープラム商店会商店街
- 加良部ショッピングセンター商店会商店街
- 玉造ショッピングセンター
- フレッシュマート橋賀台商店会商店街

東金市
- 東金ショッピングセンター サンピア
- 台方商店会商店街
- 東金商店街（上宿商店街、岩崎商店街、新宿商店街）
- 東金駅東口商店街
- 田間商店会商店街
- 嶺南商店会商店街

旭市
- 旭銀座通り商店街
- しんちょう通り会商店街
- ひがた駅前スタンプサービス会商店街
- 旭専門店会商店街
- うなかみ商業組合商店街
- 豊畑商店会商店街
- 干潟商工睦会商店街
- 旭海岸通り商店街
- 旭中央商店街協同組合
- 駅前通り商店街
- 銀座通り商店街
- 東町通り商店街
- 塚前通り商店街
- 十日市場通り商店街
- 新田中央会商店街
- 瀬道通り商店街
- 田町本町通り商店街
- 新町商店会商店街

山武市
- 松尾商工業協同組合商店街
- 松尾駅前中央商店会商店街
- 山武町北部商店会商店街
- 日向駅前商店街
- サンスタンプ会商店街

長生郡一宮町
- 一宮スタンプ会商店街

長生郡睦沢町
- 睦沢サービス店会商店街

長生郡長生村
- 長生村サービス店会商店街

長生郡白子町
- 白子町商業協同組合商店街

長生郡長柄町
- 刑部商店街
- 立鳥・鴇谷商店街
- 湖と森の中の商店街

長生郡長南町
- 長南商店街

勝浦市
- 興津商店会商店街
- 勝浦中央商店会商店街
- 勝浦奉仕会商店街
- 総野商業連合会商店街

鴨川市
- 鴨川中央商店街
- 新町通り商店街
- 駅前富士見町通り商店街

南房総市
- 富浦奉仕会商店街
- 岩井共栄会商店街
- 白浜連合奉仕会商店街
- 千倉町中央商店会商店街
- 和田町奉仕会商店街

君津市
- 久留里商店街
- 八重原西商店会商店街
- 八重原東商店会商店街
- 周南商店会商店街
- 坂田商店会商店街
- 松亀サービス会商店街
- 小糸商店振興会商店街

富津市
- 佐貫感報会商店街
- 青堀奉仕会商店街
- 大佐和商店会商店街
- みなと奉仕会商店街
- 富津商店会商店街
- 天羽商店連盟会商店街
- 大貫サービス会商店街
- 金谷奉仕会商店街
- 竹岡奉仕会商店街

袖ケ浦市
- 袖ケ浦市昭和商店会商店街
- 袖ケ浦市平川商店会商店街
- 神ヶ浦市長浦商店会商店街
- 平川ひふみサービス店会商店街

匝瑳市
- 八日市場本町通り商店街
- 匝瑳商業協同組合商店街
- 八日市場サービス券会商店街

大網白里市
- アミリィ大網白里ショッピングセンター
- 白里商栄会商店街
- 大網支部商店街
- 大網奉仕会商店街
- 大網サービスチェーン
- 大網駅高架下パブリコ商店会商店街

安房郡鋸南町
- 保田駅前商店街
- 勝山通り商店街
- 鋸南町奉仕会商店街

白井市
- 西白井駅前サンロード
- 富士商店会商店街
- 白井第一商店会商店街
- 白井駅前商店街
- 白井北総商店会商店街
- 白井商店会商店街
- 富塚地区商店会商店街
- 白井中央商店会商店街

印西市
- 木下駅南口商店会商店街
- なかよし商店会商店街
- 船穂商店会商店街
- 小林牧の星ショッピングセンター専門店棟
- 小林専門店会商店街
- 内野商店会商店街
- きかり商店会商店街
- 小林共同店舗

香取市
- 山田町商業協同組合商店街
- 神崎町サービス会商店街
- 滑河駅前商店街
- 八都共和会商店街
- 府馬むつみ会商店街
- 協同組合山倉商興会商店街
- 新里共栄会商店街
- 干潟奉仕会商店街
- 鏑木奉仕会商店街
- 佐原駅前商店街振興組合
- 銀座商店街
- 水郷商店会商店街
- 岩ケ崎商店会商店街
- 第一商店会商店街
- 横宿商店会商店街
- 中央商店会商店街
- 東通り商店街
- 佐原市忠敬通り商店街
- 本宿商店会商店街
- 仲川岸商店会商店街
- 香取商店会商店街
- 共栄商店会商店街

流山市
- 江戸川台駅前商店街
- 南流山商店会商店街
- 平和台銀座通り商店街
- 東初石商店会商店街
- 初石駅前商店街
- 電話局通り日栄会商店街
- 江戸川台あづま通り商店街
- 野々下中央通り商店街
- 江戸川台西口商店会商店街
- 松が丘商店会商店街
- 平和台駅前通り商店街
- 江戸川台学園通り昭和会商店街
- 流山駅前通り専門店会商店街
- 富士見台小田急商店会商店街
- 広小路商店会商店街
- 平和台商店会商店街
- 宮園ショッピングセンター
- 江戸川台東4丁目商店会商店街
- 江戸川台東3丁目商店会商店街

いすみ市
- 大原駅前商店街大原中央商店街
- 夷隅町商店会商店街

夷隅郡御宿町
- 御宿町商店会商店街

夷隅郡大多喜町
- 大多喜共栄会商店街
- 大多喜ショッピングセンター
- 養老渓谷商店街
- 中野商店街
- 大多喜城下商店街

八千代市
- 八千代台西口商店会商店街
- 村上中央商店街
- 勝田台北口商店会商店街
- 勝田台駅前商店街
- 八千代台駅東口商店街
- 八千代台駅前商店街
- 大和田駅前通り商店街
- あさひ商店会商店街
- 高津団地中央商店会商店街
- 高津西通り商店街

市川市
- 市川ビル商店会商店街
- 南八幡商店会商店街
- サンロード商店会商店街
- 行徳駅前中央商店会商店街
- 原木中山商店会商店街
- 国府台共栄会商店街
- 本北方商工会商店街
- 市川南通り商店街
- 旭会商店街
- 国分共栄会商店街
- 曽谷山王商店会商店街
- 三栄商店会商店街
- 市川駅前口アーケード街
- 新田大洲共栄会商店街
- 宮久保一丁目商工会商店街
- 根本商店街
- 鬼越南光会商店街
- 市川新田商友会商店街
- 市川大門通り商店街
- アイアイロード市川
- 真問銀座会商店街
- 行徳駅南口一番街商店会商店街
- 行徳駅前南中央商店会商店街
- 八幡一番街商店会商店街
- 鬼越駅前通り商店街
- 行徳駅前商店街
- 市川駅南口一番街商店会商店街
- 京成八幡商業会商店街
- 行徳フラワー通り商店街
- 曽谷貝塚商店会商店街
- 菅野本通り商店街
- 大野中央商店会商店街
- 南行徳メトロセンター会商店街
- 中山参道商店会商店街
- 若栄会商店街
- 北藤商店会商店街
- 学園通り緑風会商店街
- 真間大門会商店街
- 手児奈橋通り会商店街
- 行徳駅東口商店会商店街
- 東行徳商店会商店街
- 真間本通り会商店街
- 菅野商店会商店街
- 宮久保商店会商店街
- 南行徳商業協同組合商店街
- 新川商栄会商店街
- 市川西通り商店街
- 大洲商店会商店街
- 北方二丁目高工会商店街
- 鬼高商高会商店街
- 霊園通り商店街
- 八幡中央会商店街
- 京成八幡駅前商店街
- 真間駅前通り会商店街
- 市川三商会商店街
- 市川広小路商栄会商店街
- 市川駅南口商店会商店街
- 深町通り商店街
- 行徳パーク商店街
- 中国分商店会商店街
- 南八幡五丁目商店会商店街
- 大洲東商店会商店街
- 八幡フラワー商店会商店街
- 曽谷橋商店会商店街
- 大和田三四通り商店街
- ハイパー通り商店街
- 市川ジル商店会商店街
- 八幡新道会商店街
- 菅野駅前商店街
- 高石神勉強会商店街
- 新井商店会商店街
- 大正通り商店街
- 中国分ニコニコ商店会商店街
- 稲荷木商店会商店街
- 北国分商友会商店街
- 宮小通り商店街
- 本八幡駅前商店街
- 行徳新栄会商店街

佐倉市
- JR佐倉南商店会商店街
- 王子台商店会商店街
- 佐倉新町商店会商店街
- 志津駅前北口商店会商店街
- 栄町商栄会商店街
- ベルタウン商店会商店街
- 本町商店会商店街
- 田町商店会商店街
- マイタウン志津商店会商店街
- レイクピアウスイ振興会商店街
- 志津北口公民館通り会商店街
- 志津駅南口商店会商店街
- 表町商栄会商店街
- 上座296商店会商店街
- 中志津中央商店会商店街
- ユーカリが丘地区商店会商店街
- ユーカリが丘中央商店会商店街
- 矢橋通り商店街
- みろく坂道蘭学通り商盛会商店街
- 京成佐倉北口商店会商店街
- しづマイン専門店会商店街
- 臼井ショッピングセンター
- 千成商店会商店街
- 中志津南商店会商店街
- 志津地区商店会商店街連合会商店街
- 佐倉地区商店会商店街連合会商店街
- 宮の台商店会商店街
- 白井地区商店会商店街連合会商店街

八街市
- 八街駅南口商店街
- 八街サービス会商店街
- 栄町商店会商店街
- 神明町通り商店街
- 文違商業会商店街
- 本町商店会商店街
- 山田台商店会商店街
- 通り町商店会商店街
- 山田台商工親睦会商店街
- 八街駅前商店街
- 二区商店会商店街
- 八街中央通り商店街
- 一番街通り商店街
- 二区幸町商店会商店街

香取郡多古町
- 多古町仲町通り商店街
- 高根・飯新通り商店街
- 本町通り商店街
- 田町中央通り商店街
- 新町・大原内通り商店街
- 高野前通り商店街

香取郡神崎町
- 神崎町商業振興会商店街

銚子市
- 銚子銀座商店街
- 銚子駅前商店街 銚子駅前通りシンボルロード
- すずらん商店街
- 本町商店会商店街
- 東銀座商店会商店街
- 今宮商店連盟商店街
- 愛宕町商店連盟商店街
- 松岸町商店振興会商店街
- 日の出商店街
- 川口地区商不振興会商店街
- 双葉一番街
- 野尻スタンプ会商店街
- 観音商店会商店街

木更津市
- 富士見通り商店街(旧そごうの前)（木更津市）
- きよみ台商店街
- 木更津本町商店街
- みまち商店街
- 木更津一番街商店街
- 弁天通り商業振興会商店街
- 南片町振興会商店街
- 新宿振興会商店街
- 木更津有吉通り商店街
- さつき通り朝日商店会商店街
- さつき通り稲荷商店会商店街
- 金田商工振興会商店街
- 富来田サービス店会商店街
- きよかわ商店会商店街

船橋市
- 中山商店会商店街
- 西船橋南口商店会商店街
- 西船橋商店会商店街
- 葛飾商店会商店街
- 海神共栄会商店街
- 海神商店会商店街
- 行田団地商店会商店街
- 夏見優良店会商店街
- 夏見台商店会商店街
- 丸山中央商店会商店街
- 船橋駅前商店街
- 船橋市本町通り商店街
- 御殿通り商店街
- 船橋市仲通り商店街
- 船橋駅前東通り商店街
- 船橋北口商和会商店街
- 宮下サービスセンター
- 船橋浜町商店会商店街
- 船橋市前原商店会商店街
- 三山央町商店街
- 前原駅前通り商店街
- 薬園台商店会商店街
- 習志野駅前通り商店街
- 習志野台商店街「JuJuきたなら」
- エール北習商店会商店街
- 北習志野エビス通り商店街
- ビアーレきたなら
- 松が丘バス通り商店街
- 高根木戸中央通り商店街
- 高根台西ショッピングセンター商店会商店街
- 高根公団南口商店会商店街
- 芝山団地商店会商店街
- 芝山団地中央通り商店街
- 御滝商和会商店街商店街
- 三咲中通り商店街
- 二和中央商店会商店街
- 二和向台商店会商店街
- 小室駅前商店街
- アイラブふなばし
- 新京成二和向台三咲北部地区商店会商店街
- 北藤商店街

館山市
- 那古商店連盟商店街
- 川名根岸商店会商店街
- 船形奉仕会商店街
- 館山銀座商店街
- 館山中央振興会商店街
- 六軒町本通り商業会商店街
- 長須賀商業会商店街
- 北条海岸振興会商店街
- 館空通り商業会商店街

富里市
- 富里七栄商店会
- 日吉商店会
- 役所通り商店街

印旛郡酒々井町
- 酒々井町中央台商店街

山武郡九十九里町
- 九十九里町商店街

山武郡横芝光町
- 横芝光町商店街
- 東町商店街

### 東京都

#### 23区中央
文京区
- 共盛会商店街
- 新大塚駅前商店街
- 江戸川橋共栄会商店街
- 地蔵通り商店街
- 音羽護国寺商店街
- 大鳥商店街
- 千石本町通り商店街
- 白山上向丘商店街
- 京華通り商店街
- 白山下商店街
- 千川通り商店街
- 千川通りミツワ商店街
- 柳町仲通り商店街
- 小石川すずらん通り商店街
- えんま商盛会商店街
- 春日駅通り商店街
- 茗荷谷五協会商店街
- 福徳会商店街
- 伝通院前通り三盛会商店街
- 小桜商店街
- 後楽共栄会商店街
- 東京ドームシティラクーア商店街
- 東京ドームシティミーツポート商店街
- れきせん商店街
- 文京グリーンコート商店街
- 神明町商盛会商店街
- 動坂商店街
- 動坂中央通り商店街
- 道灌山下平和会商店街
- よみせ通り商栄会商店街
- 千三中部平和会商店街
- 大観音通り商栄会商店街
- 団子坂下共栄会商店街
- 団子坂下三和会商店街
- 千駄木二丁目商店街
- 八重垣謝恩会商店街
- 根津銀座通り商睦会商店街
- 根津宮永商盛会商店街
- 東大農学部前通り商睦会商店街
- 宮前通り商栄会商店街
- 赤門前商興会商店街
- 本郷五丁目実業会商店街
- 本郷田町商店街
- 本郷四・五丁目商店街
- 本郷二・三丁目商店街
- 本郷大横丁通り実業会商店街
- 菊坂ロード商店街
- 眞弓商店街
- 白梅商店街

千代田区
- インペリアルプラザテナント会商店街
- お茶の水茗渓通り商店街
- グリューネ・アレー商店街、スルガ台下グリューネ・アレー通り会商店街
- スルガ台下商店街
- セントラルプラザ（ラムラ）
- パレスサイドビル名店会商店街
- まえだれ会商店街
- 一栄会商店街
- 霞が関ビル商店街
- 岩本町・東神田商店街
- 九段下さくら会商店街
- 九段商興会商店街
- 幸徳会商店街
- 麹町通り商店街
- 三崎神社通り会商店街
- 秋葉原 - 秋葉原昭和通り商店街、秋葉原西口商店街、秋葉原中央通り商店街、秋葉原電気街振興会商店街
  - マイウェイ1、2商店街（秋葉原）
- 出世不動通り商店街
- 小川町商光会商店街
- 神田 - 神田ふれあい通り商店街、神田一八通り商栄会商店街、
- 神二睦会商店街
- 神田すずらん通り商店街 - 神田神保町1丁目（駿河台下交差点-白山通り間）
- 神田駅界隈 - 神田駅西口商店街、神田駅前商店街、神田駅東口一番街商店街、
- 神田後楽園通り - 神田後楽園通り商愛会商店街、神田後楽園通り商店街連合会商店街、神田後楽園通り神保会商店街、神田後楽園通り水道橋通り商店街、神田後楽園通り西神田通り会商店街
- 神保町さくら通り実業会商店街
- 須田町北部商店街、須田町ふたば会商店街、須田町親交会商店街
- 水道橋西通り会商店街
- 千代田通り会商店街
- 通神商栄会商店街
- 東京交通会館名店会商店街
- 東京大神宮通り飯田橋西口通り商業連合会商店街
- 南実業会商店街
- 日比谷商店街
- 日比谷シャンテ商店街
- 日比谷三井ビル商店街
- 日本テレビ通り振興会商店街
- 半蔵門駅通り振興会商店街
- 半蔵門番町商店街振興会商店街
- 飯田橋商店街
- 飯野ビル商店街
- 表商会商店街
- 福興会商店街
- 北神実業会商店街
- 靖国通り商店街連合会商店街、靖国通り親交会商店街
- 有楽町商店商店街、有楽町中央通り商店街、有楽町朝日街商店街

中央区
- 甘酒横丁
- 茅場町商店街
- 京橋東商店街
- 銀座#概要 - 1-4丁目並木通り会商店街、銀座ナイン出店者会商店街、銀座みゆき通り美化会商店街、銀座花椿通り商店振興会商店街、銀座西五番街商店街、銀座西並木通り商店振興会商店街、銀座通連合会商店街、
- 銀座すずらん通り商店街 - 銀座5丁目番（中央通り西側）
- 月島西仲通り商店街（もんじゃストリート）、月島誠栄商業商店街
- 室町大通会商店街
- 勝どき商栄会商店街
- 松屋通親交会商店街
- 新栄会商店街
- 新富商栄会商店街
- 人形町商店街
- 築地共栄商業協同組合、築地場外市場商店街
- 中央八栄会商店街
- 東京駅八重洲大地下街商店街
- 東京中央大通会商店街
- 東銀座連合商店街
- 日本橋室町一丁目商店街
- 日本橋二丁目通町会商店街商店街
- 日本橋八重洲会商店街
- 入船商店連合会商店街
- 八丁堀銀座会商店街
- 八丁堀鈴蘭会商店街
- 浜町商店街連合会商店街
- 湊連合商栄会商店街
- 東日本橋両国商店街

港区
- ウイング高輪会商店街
- ニュー新橋ビル - ニュー新橋ビル地下商店街、ニュー新橋ビル一階商店街、ニュー新橋ビル二階商店街、ニュー新橋ビル三階三栄会商店街、ニュー新橋ビル四階商店街
- ピアタ会商店街
- ベルビー赤坂商店街
- 烏森商店街
- 魚らん銀座商店街
- 京急しんちか名店会商店街
- 慶応通り振興会商店街
- 五ノ橋商店街
- 高輪台商店街
- 高輪町栄会商店街
- 三光豊沢連合商店街
- 三田商店街
- 三田地蔵通り商店街
- 四ノ橋白金商店街
- 芝浦商店街
- 芝商店会
- 芝神明商店街
- 初音商店街
- 商店街エスプラナードアカサカ
- 新橋 - 烏森通り商店街、新橋烏森通り二丁目商店街、新橋駅前ビル商店街、新橋駅表口通り愛柴会商店街、新橋駅表口通り新栄会商店街、新橋西口通り共栄会商店街、新橋赤レンガ通り発展会商店街、新橋仲通り会商店街、新橋柳通り商店街
- 森永エンゼル街
- 青山 - 青山一・二丁目商栄会商店街、青山外苑前商店街、青山三丁目商店街、青山長者丸商店街、青山南一商振会商店街、青山表参道商店街
- 麻布十番商店街（麻布十番）
- 台場一丁目商店街（デックス東京ビーチにあるテーマゾーン レトロテーマパーク）
- 赤坂 (東京都港区) - みすじ通り会商店街、赤坂一ツ木通り商店街、赤坂第一商店街、赤坂通り中央会商店街、赤坂福榎商店街、赤坂溜池商店街
- 仙台坂商店睦会商店街
- 大門 - 大門振興会商店街、大門地域商店街
- 東麻布商店街、新一の橋商店街
- 日吉坂上白栄会商店街
- 日赤通り商栄会商店街
- 白台二商栄会商店街
- 本村商和会商店街
- 六本木 - 六本木材木町商店街、六本木三栄商店街、六本木市三坂商興会商店街、六本木商店街

新宿区
- オレンジコートS.C
- グリーンベルト鶴巻町商栄会商店街
- けやき橋通り商店街
- さつき通り商店街
- まねき通り商店街
- 歌舞伎町商店街、歌舞伎町二丁目商興会商店街
- 花園町親交会商店街
- 牛込中央通り商店街
- 区設四谷見附小売市場
- 元淀商店街
- 原町一進会商店街
- 戸山ハイツ西通り商店街
- 戸塚小売市場一致会商店街
- 戸二商栄会商店街
- 御苑駅前通り交共会商店街
- 高田馬場 - 宮田商店街、高田馬場銀座商店街、高田馬場親栄会商店街、高田馬場西商店街
- 西落合旭通り商店街
- 早稲田 - 早稲田駅前商店街、早稲田商店街、早稲田西門体育館通り商店街、早稲田大学南門通り商店街、ワセダグランド商店街
- 西早稲田商店街
- 大京町商店街
- 大隈通り商店街
- 筑士八幡神社通り商栄会商店街
- 中落合四丁目文化村商店街
- 哲学堂商栄会商店街
- 東京医大通り商店街
- 猫地蔵通り商進会商店街
- 柏木親交会商店街
- 柏木南通り商興会商店街
- 北新宿四丁目商友会商店街
- 北新宿四丁目親交会商店街
- 抜弁天商店街
- 百人町明るい会商店街商店街
- 末広通り商店街
- 明治通り商店街
- 明和会商店街
- 目白銀座商店会
- 目白通りニコニコ商店街
- 目白通り新豊商栄会商店街
- 薬王寺商交会商店街
- 柳町親和会商店街
- 余丁町商店街
- 左門町振興会商店街
- 坂町親睦会商店街
- 三番街商店街
- 三菱銀行横通り商栄会商店街
- 山吹町商店街
- 四谷 - 四谷一榮会商店街、四谷駅前新道会商店街、四谷荒木・車力門会商店街、四谷三丁目商店街、四谷四丁目商交会商店街、四谷二丁目発展会商店街
- 市谷台町商工振興会商店街
- 若原共栄会商店街
- 若松商店街
- 若葉三丁目商店共栄会商店街
- 若葉二丁目商店街
- 住吉町商工会商店街
- 住吉町 (新宿区)あけぼの橋通り商店街(住吉町商工会)
- 十二社商店親睦会商店街
- 女子医大入口商店街
- 小滝橋南興会商店街
- 上落合三丁目商盛会商店街
- 上落合仲通り発展会商店街
- 信濃町商店振興会商店街
- 新宿ゴールデン街（歌舞伎町一丁目、ゴールデン街（花園街商業組合））、マンモス通り商栄会商店街
- 新宿 - 新宿一栄会商店街、新宿駅前商店街、新宿御苑大通り会商店街、新宿広小路会商店街、新宿三光商店街、新宿三丁目明治通り商店街、新宿四丁目商店街、新宿七丁目商和会商店街、新宿商栄会商店街、新宿成子商店街、新宿西口商店街、新宿大通商店街、新宿電話局通り親交会商店街、新宿東口商店街、新宿百人町三丁目商店街、新宿文化街商店街、新宿要通り共栄会商店街、新東商栄会商店街
- 新宿大久保親興会商店街
- 新大久保商店街
- 神楽坂 - 神楽坂商店街、神楽坂仲通り商店街、神楽坂通り商店街
- 杉大門通り人気会商店街
- 成子坂実業会商店街
- 西新宿 - みのり商店街、西新宿一丁目商店街、西新宿商興会商店街、西新宿商店街

豊島区
- お岩通り商店街
- すずらん通り商店街
- サンシャイン60通り商店街、サンシャイン通り商店街
- サンモール大塚商店街
- サンロード商店街
- トキワ荘商店街、トキワ銀座商店街
- ふれあいロード北池商店街
- 栄通り商店街
- 栄和通り商店街
- 鬼子母神西参道商店街
- 共栄会商店街
- 共盛会商店街
- 駒込駅 - 駒込東銀座東栄会商店街、駒込駅前通り商店街、駒込駅南商和会商店街、駒込銀座商店街
- 光和通り商店街
- 庚申塚商栄会商店街
- 雑司が谷商友会商店街
- 春日通り新栄会商店街
- 上池袋商店街
- 新大塚商店街
- 西池袋 - 西池商店街、西池袋エビス通り商店街、西池袋要町商店街
- 折戸通り商栄会商店街
- 千川駅前商店街
- 千川商栄会商店街
- 染井銀座商店街
- 大塚 - 大塚北口商栄会商店街、大塚駅南口盛和会商店街、大塚三業通り新栄会商店街、大塚商興会商店街
- 北大塚/大塚銀の鈴通り商店街（大塚北口商栄会）
- 南大塚 - 南大塚商店街、南池袋パーク商店街、南池袋東通り商店街
- 巣一商店街
- 巣鴨駅前商店街
- 巣鴨地蔵通り商店街（巣鴨 高岩寺参道）
- 地蔵堂商興会商店街
- 池三商店街
- 池袋トキワ通り商店街
- 池袋坂下通商店街
- 池袋西口 - 池袋西一番街商店街、池袋西口あけぼの商店街、池袋西口ウイングタウン商店街、池袋西口ロマンス通り商店街、池袋西口駅前商店街、池袋西口駅前名店街、池袋西口銀座通り商店街、池袋西口商店街、池袋西口商店街双葉会商店街、池袋西口中央通り商店街振興会商店街、池袋西十字街商店街
- 池袋仲通り商店街
- 池袋東口 - 池袋東口美観商店街、池袋平和通り商店街
- 池袋北口駅前商店街
- 池袋本町中央通り商店街
- 池袋本町通り商店街
- 仲通り商店街
- 朝日通り商店街
- 長崎 - 長崎銀座、長崎十字会（長崎4丁目）商店街、長崎商和会商店街、長崎小学校前通り明和会商店街、長二サミット通り商店街
- 椎名町駅前すずらん通り商店街
- 東池袋 - 東池袋ウイロード商店街、東池袋栄町通り商店街
- 南長崎ニコニコ商店街
- 日出商友会商店街
- 日出優良商店街
- 富士見商店街
- 目白商業協同組合商店街
- 目白通り二又商店街
- 要町銀座商店街
- 要町新栄会商店街
- 立教通り商店街

#### 23区東
台東区
- アメ横 - アメヤ横丁商店街、アメ横商店街、アメ横通り中央商店街、アメ横表通り商店街
- 上野 - Uロード振興会商店街、上野さくら通り商店街、上野駅正面通り会商店街、上野駅前通り商店街、上野御徒町中央通り会商店街、上野商店街連合会商店街、上野昭栄会商店街、上野中通り商店街、上野二丁目通り商店街
- 公園通り会商店街、公園通り商栄会商店街
- 御徒町 - 佐竹商店街、御徒町駅前通り商店街、御徒町通り会商店街、ユースロード上野
- 合羽橋商店街 - 東京合羽橋商店街、かっぱ橋道具街、かっぱ橋本通りかおう会商店街、かっぱ橋本通り公西会商店街、かっぱ橋本通り商和会商店街
- 浅草 - 浅草新仲見世商店街 、浅草観音通り商店街、浅草ひさご通り商店街、浅草すし屋通り商店街、浅草西参道商店街、浅草国際通り商店街、浅草花屋敷通り商店街、浅草広小路商店街、浅草西参道商店街、浅草中央通り商店街、浅草通り松栄会商店街、浅草伝法院通り商店街、浅草北部ことぶき商店街、浅草雷門通り商店街、雷門田原商店街、雷門東部商店街、雷門柳小路睦会商店街、国際通り商興会商店街、国際通り商店街、六区ブロードウェー商店街
- 末広会商店街商店街
- 仲見世商店街, 仲見世柳通り商店街
- 浅草橋 - 浅草橋駅西口大通り商店街共盛会商店街、浅草橋駅前商店街
- いろは商店街（日本堤）
- 谷中銀座商店街、谷中さんさき坂商店街
- おかず横丁（鳥越一丁目）
- 鳥越本通り商盛会商店街
- 入谷商店街、入谷金美館通商店街、入谷金美館通大正会商店街、入谷中央商店街
- アサヒ商店街
- あずま会商店街
- いろは会商店街商店街
- うふいす通り商栄会商店街
- オレンジ通り商店街
- せんわ通り商店街
- たぬき通り商店街
- メトロ通り商店街
- 花栄会商店街
- 菊水通り商店街
- 区設入谷小売市場
- 五重塔通り商店街
- 公会堂東通り商店街
- 根岸初音会商店街
- 三の輪勉強会商店街
- 千親会商店街
- 千束通商店街
- 地方橋通り共栄会商店街
- 東上野商店街
- 日の出会商店街
- 馬道振興会商店街
- 竜泉連合商店街
- 鶯谷中央商店街
- 鶯東会商店街
- 佐竹商店街
- いろは会商店街

墨田区
- 鳩の街通り商店街
- 向島橘銀座商店街（下町・人情キラキラ橘商店街）
- 南竜館商栄会（向島、八広）
- コンニャク稲荷通り商栄会商店街
- たから通り商店街
- リバーピア吾妻橋飲食店会商店街
- 厩橋商店街
- 曳舟駅前明治通り会商店街
- 曳舟商店街
- 押上通り商店街
- 押上ガーデン通り商栄会商店街
- 押上駅前発展会商店街
- 菊川通商店街
- 業四市場商栄会商店街
- 業平橋融和会商店街
- 業平商盛会商店街
- 玉の井いろは通り商店街
- 錦糸町商店街
- 言問橋商店街
- 吾妻橋パトリア会商店街
- 吾嬬銀座通り会商店街
- 向島橘銀座商店街
- 向島商栄会商店街
- 更正通り商店街
- 三ツ目通り商店街
- 三ツ目通り昭和会商店街
- 四ツ目通り共栄会商店街
- 十間橋通り商業
- 小村井駅通り会商店街
- 鐘ヶ淵商栄会商店街
- 鐘ヶ淵通り商店街平和会商店街
- 西町買物通り商店街
- 石原一丁目商店街
- 石原四丁目振興商店街
- 石原中心会商店街商店街
- 石原二丁目商店街
- 太平町商店街
- 大正通り商明会商店街
- 地蔵共栄会商店街
- 地蔵坂通り商店商店街
- 中居掘はなみずき通り商店街
- 東あずま本通り会商店街
- 東向島駅前商店街
- 東向島大通り商店街
- 梅若商栄会商店街
- 八広商盛会商店街
- 八広新中通り商店街
- 本所吾妻橋商店街
- 夜店通り地蔵会商店街
- 立花通り商店街
- 両国駅東口商店街
- 両国商店街
- 緑三栄会商店街
- 緑四親興会商店街
- 緑寿会商店街
- 緑盛会商店街

江東区
- 砂町 - 袖ヶ浦商栄会商店街、砂町銀座中央通り商店街、砂町商和会商店街、砂町銀座商店街（北砂）
- 亀戸 - 亀戸天神通り商店街、香取大門レトロ商店街、亀戸駅前五ノ橋通り商工会商店街、亀戸駅南通り商店街、亀戸銀座協栄会商店街、亀戸五丁目中央通り商店街、亀戸七丁目商店街、亀戸十三間通商店街、亀戸水神通り会商店街、亀戸二丁目団地商店街、亀戸六丁目繁栄会商店街
- 牡丹町笑栄会商店街商店街
- 葛西橋商店街
- 丸八商店街
- 元八幡通り商栄会商店街
- 高橋商店街
- 枝川一丁目商友会商店街
- 枝二商業会商店街
- 住吉 - 住吉銀座商店街, 住吉通り商店街
- 森下商店街
- 深川 - 資料館通り商店街、深川仲町通り商店街、深川福住商店街
- 清澄通り会商店街
- 仙気稲荷通り会商店街
- 扇橋一丁目通り会商店街
- 扇橋商店街
- 扇南商店街
- 大島 - 4丁目団地ショッピングセンター、大島6丁目団地ショッピングセンター、大島らかん通り商店街、西大島駅通り会商店街、大島駅通り共和会商店街、大島銀座通り会商店街、大島恵比寿通親和会商店街、大島中の橋商店街、大島中の橋南商店街、大島中央銀座商店街、大島八丁目中央会商店街
- 辰巳商店街
- 辰巳新道
- 東雲商栄会商店街
- 東砂小売市場
- 東大島 - メトロード商店街、東大島駅前通り商店街
- 東陽駅前商店街、東陽商店街、東陽弁天商店街
- 南砂住宅商店街
- 美術館通り石島商店街
- 豊洲商友会商店街協同組合
- 北砂五丁目団地商店街
- 末広通り商店街
- 六東昭和橋通り会商店街

北区
- 十条 - 十条銀座、十条四間通路商店街、十条中央商店街、十条仲通り商店街、十条富士見銀座商店街
- 東十条銀座商店街、東十条商店街、東十条南口通り商店街
- 赤羽 - 赤羽一番街商店街、赤羽スズラン通り商店街（愛称「LaLaガーデン」）、赤羽西口駅前商店街、赤羽西口駅前通り商店街、赤羽西口共栄会商店街商店街、赤羽西口本通り商店街、赤羽台団地街商店街、赤羽中央街商店街、赤羽東口駅前商店街、赤羽東口駅前通り商店街、赤羽東口京浜通り商店街、赤羽八幡共栄会商店街、赤羽本町通り商店街
- 西ケ原 - 西ヶ原銀座商栄会、西ヶ原商店街、西ヶ原大通り商店街
- 桐ケ丘中央商店街
- 滝野川 - 滝野川銀座商店街、滝野川市場通り商店街、滝野川馬場商店街、滝野川八幡通り商店街、滝三通り商店街
- 田端駅前通り商店街
- 田端駅下仲通り商興会商店街
- 田端駅通り商店街
- 田端銀座商店街
- 田端高台通り商店街
- 田端新町仲通り商店街
- 田端新町本通り商店街
- 志茂 - スズラン通り商店街、志茂銀座商店街、志茂光栄会商店街、志茂七溜商店街、志茂東会商店街、志茂平和通り商店街
- アピレ会商店街
- キツネ塚商店街
- ごんげん坂名店会商店街
- むつみ通り商店街
- 旭通り商店街
- 王子 - 王子銀座商店街、王子新道商店街、王子保健所通り商店街
- 梶原仲銀座商店街
- 梶原銀座商店街
- 宮元商店街
- 駒込東銀座東栄会商店街
- 御代の台仲通り商店街
- 三岩通り商店街
- 上ノ原商店街
- 上十条一丁目本通り商店街
- 上中銀座商店街
- 上中里中央商店街
- 森下通り商店街
- 神谷橋庚通り商店街
- 神谷商工睦会商店街
- 神谷銀座商友会商店街
- 諏訪商店街
- 赤石通り駅前商店街
- 霜降銀座栄会商店街
- 築地通り商店街
- 東田端1丁目商店街
- 東豊名店街
- 飛鳥山商店街
- 浮間銀座商店街
- 浮間庚申通り商店街
- 浮間中央商店街
- 浮間本町商店街
- 豊川学校通り商店街
- 豊島いなり通り商店街
- 豊島中央通り商店街
- 北赤羽駅前商店街

荒川区
- 尾久銀座商店街（東尾久4丁目）
- はっぴいもーる熊野前
- 小台本銀座商店街、あっぷるロード（小台大通り商店街）、みずき通り（小台橋通り銀座商店街）
- ジョイフル三ノ輪商店街（南千住新開地）
- 三の輪銀座商店街
- あらかわサンロード商店街
- エビス会商店街
- おぐぎんざ商店街
- かんかん森商興会商店街
- ちんちん通り商店街
- 旭電化通り商光会商店街商店街
- 冠新道商興会商店街
- 間道商興会商店街
- 鬼怒電通り商工会商店街
- 熊の渡し商店街
- 熊野前商店街
- 荒川銀座商盛会商店街
- 荒川銀座商和会商店街商店街
- 荒川仲町通り商店街
- 荒川美商会商店街
- 荒川本通り商興会商店街
- 三河島駅前通り商友会商店街
- 三河島駅前睦会商店街
- 子鳩商店街
- 子宝通り商店街
- 女子医大通り宮前商店街
- 親交睦商店街
- 正庭商栄会商店街
- 西日暮里駅前商店街
- 石門通り商工会商店街
- 川の手もとまち商店街
- 町屋稲荷前通り商店街稲穂会商店街
- 町屋駅前銀座商店街
- 町屋駅東口商店街
- 町屋銀座商隆会商店街
- 道灌山通り商和会商店街
- 南千住商友会商店街
- 南千住仲通り商店街
- 南千住六丁目本町会商店街商店街
- 日暮里駅前商栄会商店街
- 日暮里銀座実業会商店街
- 日暮里銀座友交会商店街
- 日暮里中央商業会商店街
- 日暮里中央通り協力会商店街
- 白鬚西地区地元商業部会商店街
- 尾久本町通り商店街
- 尾竹橋通り三栄会商店街商店街
- 遊園地通り商興会商店街

足立区
- 青井兵和通り商店街
- SCマスト商店街
- SC一番街商店街
- サンアヤセ商店街
- サンロード商店街
- しょうぶ沼公園商店街
- ルミネ会商店街
- 綾瀬 - 五丁目商店街、綾瀬四丁目仲通り商友会商店街、綾瀬商店街、綾瀬西口本通り会商店街、綾瀬二丁目商店街
- 伊興商店街
- 花保商店街
- 関原銀座会商店街
- 関原不動商店街
- 関三通り商業会商店街
- 興野バス通り商店街
- 五反野ふれあい通り商店街
- 五反野駅前通銀座会商店街
- 江北一番街商店街
- 舎人団地前商店街
- 小台商進会商店街
- 沼田商栄会商店街
- 新田商店街
- 神明通り商店街
- 西新井駅前商店街
- 西新井中央商店街
- 千住 - いろは通商店街、千住えびす会商店街, 千住ニコニコ商店街、千住ミリオン通商店街、千住旭町商店街、千住銀座会商店街、千住大門商店街、千住中央会商店街、千住仲町商店街、千住東町商店街、千住本町商店街、千住緑町商店街
- 千代田商店街
- 足立中央梅島商店街
- 大師銀座商店街
- 大谷田三丁目商店街
- 大谷田商店街
- 大谷田団地商店街
- 竹の塚東口商店街
- 東綾瀬商店街
- 東保木間商店街
- 東和銀座商店街 - 愛称「アモール東和」
- 東和中央商店街
- 日の出町商店街
- 梅田一丁目商店街
- 梅田銀座商店街
- 梅田神明通り商店街
- 平野一丁目商店街
- 北三谷小学校通り五の日会商店街
- 北千住サービス会商店街、北千住駅西口美観商店街、北千住昭和会商店街商店街
- 本木中央通商店街
- 柳原商店街
- 六木団地商店街

葛飾区
- ゆうろーど仲町商店街
- 青戸 - サンロード商店街、青戸ミナミ通り商店街、青戸駅前通り商交会商店街、青戸銀座商栄会商店街、青戸公団住宅前通り商栄会商店街、中青戸商店街、北ウイング青戸商店街
- 青砥駅ショッピングモール「ユアエルム青戸」
- 亀有 - 銀座商店街、亀有五丁目東商店街、亀有上宿商店街、亀有中央商店街、亀有北口商店街、亀有北口中通商店街、亀四商店街
- 新小岩 - ルミエール商店街、新小岩ドリームウエイ商店街、新小岩銀座商店街、新小岩商交会商店街、新小岩南口一番街商店街、新小岩北口商店街
- 金町 - すずらん商店街（愛称「ベルシティ」）金町一番街通り、金町駅前通り商店街、金町銀座商店街、金町広小路商店街、金町中央商店街、金町末広商店街
- 柴又 - 帝釈天参道商店街、柴又一丁目商店街、柴又神明会商店街、柴又親商会商店街、柴又中央会商店街
- 立石 - 仲見世商店街、立石駅前通り商店街、立石西町商栄会商店街、立石大通り商店街、立石中央通り商店街、立石勉強会商店街
- 堀切 - クローバー商店街、堀切ラッキー通り商店街、堀切五丁目商和会商店街、堀切商店街、堀切菖蒲園通り商和会商店街、堀切中央商店街
- 高砂 - エビス通り商店街、高砂サービス通り商店街、高砂住吉商店街、高砂商店街、高砂南町商友会商店街
- お花茶屋駅前商店街
- お花茶屋商店街
- まいろーど四ツ木商店街
- みのり商店街
- 奥戸二丁目商栄会商店街
- 鎌倉本通り商店街
- 区役所通り中央商店街
- 篠原商和会商店街
- 渋江商店街
- 松上商栄会商店街
- 上平井商店街
- 水元3・4丁目商友会商店街
- 水元公園前商店街
- 千代田通り商店街
- 大黒通り商栄会商店街
- 第一末広商店街
- 東栄信金通り会商店街
- 東金町モスリン商店街
- 飯塚商栄会商店街

江戸川区
- リバーウェスト商店街（小松川三丁目）
- ベルタウン松江商店街
- オオスギ5丁目商店街
- ドレミファ商店街
- なぎさニュータウン商店街
- ニコニコ商店街
- ニコニコ奉仕会商店街
- ハッピーロード七福商店街
- はなみずきロード一之江商店街
- 宇喜田小島商店街
- 学園商栄会商店街
- 葛西メトロセンター商店街
- 葛西駅前商店街
- 葛西銀座通り商店街
- 葛西中央商店街
- 葛西仲町西組商店街
- 京成江戸川商栄会商店街
- 京成小岩商栄会商店街
- 京成小岩南口商店街
- 五中商栄会商店街
- 江戸川共栄商店街
- 江戸川中央商店街
- 三栄商店街
- 三角商店街
- 児童学園通り商店街
- 鹿骨商店街
- 篠崎7丁目商店街
- 篠崎新町商店街
- 篠崎中央商店街
- 春日町通り商店街
- 新小岩ルミエール商店街
- 小岩サンロードあけぼの商店街
- 小岩サンロード一番街商店街
- 小岩ショッピングセンター名店会商店街
- 小岩ポケットタウンイングテナント会商店街
- 小岩駅前通り美観商店街
- 小岩駅前北口通り会商店街
- 小岩区役所通り商店街
- 小岩区役所通り昌栄会商店街
- 小岩五中通り商店街
- 小岩四南通り商店街
- 小岩柴又通り会商店街
- 小岩昭和通り商店街
- 小岩昭和通り商店街
- 小岩蔵前通り会商店街
- 小岩地蔵通り商店街
- 小岩中央通り会商店街
- 小岩中央通五番街
- 小岩北口栄通り会商店街
- 小岩北口仲通り商店街
- 小岩北口本通り会商店街
- 小島町2丁目団地商店街
- 松江銀座商店街
- 松江大通り商店街
- 松江通り商店街
- 松島商交会商店街
- 松本弁天通り商店街
- 上一色興宮合同商店街
- 上篠崎フレンド商店街
- 瑞江駅前商店街
- 瑞江商店街
- 清新町パトリア専門店会商店街
- 西一之江商店街
- 西葛西メトロセンター商店街
- 西葛西駅前商店街
- 西葛西南口駅前商店街
- 西小岩五丁目東栄会商店街
- 西小岩通り会商店街
- 西小岩北栄商店街
- 西小松川商店街
- 船堀商店街
- 中葛西商店街
- 中葛西3丁目商店街
- 仲通り商和会商店街
- 長島商店会
- 東松中央通り商店街
- 東船堀商店街
- 南葛西商店街
- 南篠崎商店街
- 平井商店街商業協同組合
- 平井笑友会商店街
- 平井親和会商店街商店街

#### 23区西
品川区
- 池ノ上駅駅前商店街
- 東海道周辺まちなみ整備協議会（東京都と品川区の地域連携型モデル商店街 事業の助成認定）- 北品川本通り商店街、北品川商店街、京急新馬場商店街、品川宿場通り南会商店街、南馬場商店街、青物横丁商店街（南品川、タッチャン）、鮫洲商店街、立会川駅前通り繁栄会商店街
- 立会川 - 立会川西商店街、立会川駅西口商店街、立会川駅前商店街、立会川駅前通り繁栄会商店街
- 立会川西商店街（品川区）
- 青物横丁商店街
- TOC商店街
- ゼームス坂下会商店街
- のんき通り商店街
- 伊藤町商工会商店街
- 荏原 - 荏原銀座、荏原高校通り商店街、サンモールえばら商店街、荏原中延東栄会商店街、荏原町商店街
- 旗の台 - 稲荷通り商店街、旗の台五丁目商店街、旗の台三丁目商店街、旗の台四丁目商店街、旗の台中央商店街
- 宮前商店街
- 見晴し通り商店街
- 原町商店街
- 戸越銀座（戸越） - 戸越銀座商栄会商店街（商栄会）、戸越銀座商店街（中央街）、戸越銀座銀六商店街（銀六会）の3つの商店街からなる。戸越銀次郎 がマスコット
- 戸越公園駅南口商店街, 戸越公園中央商店街
- 五反田駅前商店街、五反田駅前商睦会商店街、五反田商店街
- 光学通り共栄会商店街
- 桜新道共栄会商店街
- 三ツ木通り銀座会商店街
- 山王銀座商店街
- 昭和通り商店街
- 親友会商店街通り商店街
- 西大井駅前ショッピングセンター
- 双葉中央商店街
- 大井 - サンピア商店街、大井一本橋商店街、大井駅前中央通り商店街、大井銀座すすらん通り商店街、大井銀座商店街、大井三ツ又商店街、大井三ツ又中通り商店街協同組合、大井三ツ又本通り会商店街、大井東口商店街
- 大崎ニューシティ店舗会商店街
- 大崎駅西口商店街
- 滝王子商店街
- 中延 - スキップロード商店街、地下鉄中延駅東口商店街、中延商店街、中延一丁目商店街、中延駅前通り商店街、中延商店街
- 二葉 - 二葉一丁目商店街、二葉三丁目進和会商店街、二葉神明商店街、二葉二丁目共盛会商店街
- 百反 - 百反坂下商店街、百反商店街
- 品川銀座商店街
- 不動駅前通商店街
- 平和坂通り商店街
- 目黒駅前商店街
- 武蔵小山 - 一番通り商栄会商店街、武蔵小山駅前通り商店街、武蔵小山西口商店街、武蔵小山商店街パルム
- 西小山 - 東口商店街、西小山商店街、西小山東栄会商店街

目黒区
- マリ・クレール通り
- 目黒銀座商店街
- 目黒駅前商店街
- 目黒区三田商店街
- 目黒不動商店街
- 目黒本町五丁目栄通商店街
- 権之助坂商店街
- 不動前駅通り商店街
- 108SIMIZU一致会商店街
- トリツフードセンター
- トリツマーケット
- 下目黒大鳥前商栄会商店街
- 柿の木坂商和会商店街
- 学芸大学 - 公園通商店街、学芸大学商店連合会商店街、学芸大学西口商店街、学芸大学東口商店街、学大十字街
- 宮前商興会商店街
- 区役所通り商店街
- 駒場西口商店街
- 駒場東大前商店街
- 駒場野商店街
- 原町親交会商店街
- 五本木一丁目商店街
- 五本木商店街
- 自由が丘 - サンリキ会商店街、自由が丘ひかり街、自由が丘旭会商店街、自由が丘一丁目睦会商店街、自由が丘駅前中央会商店街、自由が丘銀座会商店街、自由が丘広小路会商店街、自由が丘商店街、自由が丘中央会商店街、自由が丘南口商店街、自由が丘美観街
- 蛇崩商栄会商店街
- 昭和通り商交会商店街
- 清水 - 清水商店街、清水稲荷通り共栄会商店街、清水中央通り商店街
- 西小山商店街
- 西小山西口ニコニコ通商店街
- 洗足学園通り新栄会商店街
- 洗足商店街
- 大岡山北本通商店街
- 大鳥前元競馬場通り商店街
- 鷹番三丁目本通り商店街
- 池尻大橋駅前商店街
- 中根商盛会商店街
- 中目黒駅西銀座商店街
- 中目黒駅前商店街
- 中目黒商店街連合会商店街
- 中目黒六天地通商店街
- 田道商店街
- 都立大学本通り親和会商店街
- 東急ショッピングコリドール会商店街
- 八雲通り共栄会商店街
- 富志美会商店街
- 武蔵小山西口商店街
- 平町商店街
- 平和通り商店街
- 油面地蔵通り商店街
- 祐天寺 - みよし通商店街、祐天寺栄通り商店街、祐天寺商店街、祐天寺仲通り商店街
- 緑が丘二丁目商店街
- 六三商栄会商店街

大田区
- 鵜の木 - デパート会商店街、鵜の木商店街、鵜の木銀嶺商店街、鵜の木東口商店街、鵜の木富士見通り商店街、鵜の木平和会商店街、鵜の木名店会商店街
- 大森 (大田区) - 柳本通り商店街、大森ぎんなん通り会商店街、大森ミハラ通り仲町商店街、大森駅山王口商店街、大森駅東口商店街、大森貝塚商店街、大森商栄会商店街、大森町共栄会商店街、大森南一丁目商店街、大森本町ミハラ通り北町商店街、大森柳本通り名店街、大森銀座商店街（愛称「ミルパ」）
- 京浜蒲田商店街あすと、京浜蒲田駅通り商店街
- 日の出銀座商店街（南蒲田）
- 雑色商店街
- 蒲田 - 工学院通り商店街、蒲田駅ビル名店会商店街、蒲田西口クロス通り商店街、蒲田西口すずらん通り商店街、蒲田西口商店街、蒲田西口本通り商店街、蒲田東急プラザ商店街、蒲田東口商店街、蒲田東邦医大通り商盛会商店街、蒲田本町商店街、蒲田東口中央通り商店街、蒲田アーケード商店街（サンライズ蒲田、サンロード蒲田）
- JR蒲田南口商店街
- 西蒲田 - 女塚通り会商店街、西蒲田商店街交友会商店街
- 上池台 上池上商店街
- 萩中商店街
- 石川台希望ヶ丘商店街（おとうと (2010年の映画)のロケ地）
- 石川台駅前商店街
- ファミリーロード洗足池（洗足池商店街）
- 久が原 - 栄会商店街、久が原駅前通り末広商店街、久が原銀座商店街、久が原出世観音商店街
- あやめ商店街
- キネマ通り商店街
- ジャーマン通り商店街
- するがや通り商店街
- プリモ名店会商店街
- ミハラ南商店街
- 一二三商店街
- 羽田商店街
- 臼田坂下通り商店街
- 下丸子商栄会商店街
- 下丸子商店街
- 観音通り共栄会商店街
- 錦栄会商店街通り商店街
- 御獄商店街
- 山王三丁目商店街
- 山王商店街
- 山王小学校通り商店街
- 七辻昭和通り商店街
- 春日通り商店街
- 小池商栄会商店街
- 松栄ショッピングセンター会商店街
- 沼部商店街
- 上池上商店街
- 新柳会商店街
- 森ヶ崎本通り商店街和合会商店街
- 水門通り商店街
- 西馬込商店街
- 雪谷ミユキ協栄会商店街
- 雪谷商店街
- 千鳥町商栄会商店街
- 前の浦商店街
- 太平通り商店街
- 大岡山南口商店街
- 大岡山北口商店街
- 大城通り商店街
- 大鳥居商店街
- 池上 - 桜通り商店街、池上駅前通り商店街、池上親栄会商店街、池上仲通り商店街、池上東口商店街、池上本通り商店街、池上本門寺通り商店街、池上柳本通り会商店街
- 仲六郷一丁目商店街
- 長原商店街
- 田園調布 - 田園調布商栄会商店街、田園調布商店街、田園調布通り商店街、田園調布福徳商店街
- 東久が原商栄会商店街
- 道塚宮元睦商店街
- 道塚富士見通り商店街
- 道塚本通り商店街
- 南馬込本通り商店街
- 南六郷団地ショッピングセンター店舗会商店街
- 入三銀座商店街
- 入三商店街
- 馬込 - 三本松商店街、馬込銀座商店街、馬込文士村商店街、馬込本通り協栄会商店街
- 梅屋敷東通り商店街、梅屋敷梅公会商店街協同組合
- 武蔵新田商店街
- 平和島駅商店街
- 北馬込本通り協和会商店街
- 糀谷商店街
- 東糀谷共栄会商店街
- 北糀谷八幡通り商店街
- おいで通り糀谷商店街
- 西糀谷観音堂商店街
- 矢口渡荏原高校通り商店街
- 矢口の渡商店街
- 柳会商店街
- 嶺共栄会商店街
- 蓮沼共栄商店街
- 蓮沼大通り商店街
- 六郷土手商店街

世田谷区
- えるもーる烏山駅前通り商店街（千歳烏山）烏山駅南口商店街、烏山商店街、烏山西口駅前商店街
- 祖師ヶ谷大蔵駅ウルトラマン商店街（祖師谷）
- 祖師谷商店街、祖師谷昇進会商店街商店街、祖師谷南商店街
- 経堂 - 経堂商店街、経堂すずらん商店街（経堂2丁目と宮坂3丁目）、恵泉通り中央会商店街、経堂商店街、経堂小学校通り三ツ和会商店街、経堂西通り商店街、経堂農大通り商店街、経堂本町会商店街
- 用賀 - 用賀商店街
- 下北沢 - 一番街商店街、しもきた商店街、下北沢駅前商店街、東会商店街、下北沢南口ピュア通り新栄商店街、下北沢南口商店街
- 世田谷駅前商店街
- 船橋 (世田谷区)一丁目商店街
- 千歳船橋参商会商店街、千歳船橋商店街
- 赤堤商店街、赤堤通り西商店街
- 三軒茶屋商店街、エコー仲見世商店街
- 桜新町サザエさん通り商店街
- 野沢銀座商店街
- 桜商店街（ぱくぱく戦隊食レンジャー）
- 下高井戸商店街
- 成城商店街
- 成城南商店街
- 明大前商店街
- きぬた本村商店街
- グランド通り商店街
- さくら通り共栄会商店街商店街
- サンヒルズ希望ヶ丘
- ブンカ名店会商店街
- ボロ市通り桜栄会商店街商店街
- 芦花公園商店街
- 奥沢 - 奥沢共栄会商店街、奥沢銀座会商店街、奥沢親交会商店街、奥沢諏訪山商店街、奥沢本町会商店街
- 下ノ谷商店街
- 下馬一丁目商店街
- 下馬親興会商店街
- 関東中央病院前商店街
- 喜多見商店街
- 教育センター通り商店街
- 玉川商店街
- 九品仏商店街
- 駒沢商店街
- 弦巻商店街
- 向橋通り商店街
- 豪徳寺商店街
- 桜丘三丁目商店街
- 桜上水商店街
- 三ツ和会商店街
- 三栄会商店街
- 三軒茶屋 - 三軒茶屋銀座商店街、三軒茶屋三和会商店街、三軒茶屋商栄会商店街、三軒茶屋商店街、三軒茶屋仲見世街
- 三宿三栄商店街
- 三宿二丁目商店街
- 三和会商店街
- 山下商店街
- 若代商和会商店街
- 若林中央商店街
- 松陰神社通り松栄会商店街商店街
- 上祖師谷商和会商店街
- 上馬商店街
- 上北沢共栄会商店街
- 上北沢中央商店街
- 上野毛商和会商店街
- 城山通り商店街
- 新町新和会商店街
- 深一会商店街
- 深沢坂上商店街
- 深沢中央商店街
- 真中共栄会商店街
- 親和橋商店街
- 世田谷三栄会商店街
- 世田谷通り共和会商店街
- 世田谷通り砧商店街
- 瀬田商店街
- 双葉会商店街商店街
- 太子堂商店街
- 太子堂中央商店街
- 代沢商栄会商店街
- 代沢通り共栄会商店街
- 代田一丁目商店街、代田共栄会商店街、代田橋栄光会商店街、代田橋駅前ビルラヴィ21出店者会商店街、代田橋商栄会商店街、代田商店街
- 淡島通り商栄会商店街
- 池の上商栄会商店街
- 池尻中央商店街
- 池尻デパート販売促進会商店街
- 中町商店街
- 中里西口商店街
- 中里通り商店街
- 鶴屋専門店会商店街商和会商店街
- 東松原商店街
- 東深沢商店街
- 等々力商店街
- 二子玉川商店街
- 日大通り商店街
- 梅丘商店街
- 粕谷商誠会商店街
- 八中前商店街
- 八幡山商福会商店街
- 八幡山八栄会商店街
- ハッピーロード尾山台商店街、尾山台北口商店街、尾山台商栄会商店街
- 富士見湯通り商店街
- 北烏山連合商業会商店街
- 北沢五丁目商店街

渋谷区
- 渋谷 - 宮益坂商店街、渋谷駅東口商店街、渋谷区役所通商店街、渋谷青山通り商店街、渋谷地下商店街、渋谷中央街、渋谷東急プラザ商店街、渋谷東商店街、渋谷道玄坂商店街、渋谷本町商店街、渋谷センター街、百軒店、円山三業地
- ホームタウン渋谷本町、不動通り商店街
- 神南
- 原宿 - 竹下通り商店街、原宿二丁目商店街（神宮前四丁目）、原宿商店街
- 原宿シャンゼリゼ会商店街
- 笹塚 - 笹塚十号坂商店街、笹塚ショッピングモール21世紀商店街、笹塚観音通り商店街、笹塚商店街、京王クラウン街笹塚商店街、ショッピングセンター京王笹塚
- 初台商店街、初台商盛会商店街
- 上原仲通り商店街
- ファイヤー通り商店街
- 幡ヶ谷 - 六号通り商店街、幡ヶ谷商店街
- 穏田商店街
- 文化村通り商店街
- キラー通商店街
- 永川仲通朝日会商店街
- 恵比寿一番会商店街
- 恵比寿商店街
- 恵比寿新栄商店街
- 広尾商店街
- 参宮橋商店街
- 十号通商店街
- 上原駅前商店街
- 上原銀座商店街
- 上原水道通商店街
- 新橋商栄会商店街
- 神宮前二丁目商和会商店街
- 神山通商店街
- 西原商店街
- 千駄ヶ谷三丁目商盛会商店街
- 千駄ヶ谷大通商店街
- 代々木商店街
- 代々木八幡商店街
- 地蔵通商店街
- 東海大学通商店街
- 東急本店前商店街
- 東恵比寿商栄会商店街
- 不動通商店街
- 富ヶ谷一丁目通商店街
- 富ヶ谷商盛会商店街
- 本町一丁目商店街
- 明治通りプラタナス振興会商店街
- 六号坂通商店街

中野区
- 中野サンモール商店街（中野）
- 鍋屋横丁（本町・中央の両地域を南北に走る）
- サンロード中野桃商会商店街
- 中野ブロードウェイ商店街
- 東中野 - 並木通商店街、東中野本通り共栄会商店街、東中野名店会商店街、東中野銀座通り商店街
- 野方商店街
- 野方名店街やっほーろーど
- 弥生町南台連合商店街
- 新井薬師駅前商店街
- 薬師駅前中央商店街
- 新井薬師門前通町栄会商店街
- 薬師駅北口商店街
- 薬師柳通高新会商店街
- 薬師柳通親交会商店街
- 薬師あいロード商店街
- 栄町一丁目商店街
- 栄町二丁目商店街
- 家政銀座商店街
- 宮桃商盛会商店街
- 江原二丁目ショッピング通り商友会商店街
- 江古田 - 一丁目商店街、江古田三丁目商栄会商店街、江古田商和会商店街
- 鷺宮 - 商明会商店街、鷺宮中央商店街
- 三味線橋通共栄会商店街
- 実業桃光会商店街桃園商店街
- 沼袋 - 栄通睦会商店街、沼袋親交会商店街、沼袋朝日通商店街
- 上高田本通商店街
- 城山中央通商栄会商店街
- 城山本通親興会商店街
- 新山通商店街
- 新中野商和会商店街
- 千光前通り振興会商店街
- 川島商店街
- 早稲田通親和会商店街
- 大場通商和会商店街
- 大新商栄会商店街
- 大和町商栄会商店街
- 大和町中央通り親和会商店街
- 中央仲通商店街
- 追分通勉強会商店街
- 天神商栄会商店街
- 鍋横商店街
- 鍋横大通商店街
- 南台四丁目商店街
- 南台商店街
- 白鷺商栄会商店街
- 百観音通商店街
- 富士見神明商店街
- 平和公園仲通商店街
- 宝仙寺前通商店街
- 中野 - 中野センター親栄会商店街、中野駅前商店街、中野坂商店街、中野新橋商店街、中野新仲見世商店街、中野早稲田通商店街、中野大和会商店街商店街、中野通橋和会商店街、中野南口駅前商店街、中野北口一番街、中野北口三番街親睦会商店街、中野北口十字路商店街、中野北口昭和新道商店街、中野北口狸小路商店街、中野北口仲見世商店街、中野北口南仲見世通商店街、中野北口二番街商店街、中野北口白線通商店街

杉並区
- 杉並区#区内にある商店街・商業施設
- 西荻一番街商店街
- 西荻ステーション街商店街
- 西荻窪駅南通り会商店街
- 西荻窪銀座会商店街
- 西荻窪南本町会商店街
- 西荻窪北銀座商友会商店街
- 西荻東銀座会商店街
- 西荻東三條通り伸興会商店街
- 西荻南駅前商店街
- 西荻南銀座会商店街
- 西荻南口仲通り商店街
- 西荻南中央通り銀盛会商店街
- 西荻伏見通り商店街
- 西荻平和通り会商店街
- 西荻北銀座銀商会商店街
- 西荻北銀座本町会商店街
- 高円寺純情商店街（※ねじめ正一の同名の小説の舞台。）
- 高円寺パル商店街
- 高円寺ルック商店街
- 高円寺あづま通り商店街
- 高円寺庚申通り商店街
- 高円寺中通り商店街
- 高円寺北中通り商店街
- 新高円寺通商店街
- 高円寺銀座商店街
- 高円寺南商店街
- 高円寺エトアール通り商店街
- 高円寺エンジー商店街
- 高円寺駅西商店街
- 高円寺銀座商店街協同組合
- 高円寺谷中通り商店街
- 高円寺南商店街
- 高円寺南中央通り商店街
- 高円寺北口食品センター商店街
- 阿佐谷パールセンター
- 阿佐ケ谷駅阿佐ヶ谷ダイヤ街
- ゴールドダイヤ名店会商店街
- 阿佐谷北口アーケード
- パサージュ阿佐谷北口駅前商店街
- 阿佐ヶ谷一番街商店街
- 阿佐ヶ谷駅前商店街
- 阿佐ヶ谷商和会商店街
- 阿佐谷銀栄商店街
- 阿佐谷商店街
- 阿佐谷松山通り商店街交友会商店街
- 阿佐谷新進会商店街商店街振興会商店街
- 阿佐谷進交会商店街
- 阿佐谷北口駅前スターロード商店街
- 阿佐谷北松山通り親交会商店街
- 阿佐谷北仲通り商栄会商店街
- 南阿佐ヶ谷すずらん通り商店街（阿佐谷南1丁目）
- 荻窪南口仲通り商店街（荻窪）
- 荻窪南口商店街
- 荻窪教会通り商店街（荻窪）
- 荻窪すずらん通り商店街（荻窪5丁目と南荻窪4丁目）
- 荻窪タウンセブン（旧「荻窪新興商店街」（新興マーケット））
- 荻窪ルミネ会商店街
- 荻窪一・二丁目商栄会商店街
- 荻窪駅前商店街
- 荻窪銀座商店街
- 荻窪寿通り商店街
- 荻窪川南共栄会商店街
- 荻窪南駅前通り睦会商店街
- 荻窪日の出街商店街
- 荻窪白山通り商店街
- 荻窪北口駅前通り商店街
- 荻窪北口大通り商店街
- 荻窪銀座商店街（荻窪）
- ことぶき通り商店街（荻窪）
- 日大二高通り商店街（荻窪）
- 久我山連合商店街
- 商店街久我山商店街
- 久我山南銀座会商店街
- 久我山平和会商店街
- 久我山本通り商店街
- 岩通通り（久我山）
- こがね湯通り商店街
- サカエ通り会商店街
- 芦花公園商店街
- 井草北商店街
- 一成会商店街サービス店会商店街
- 永福町商店街
- 永福町北口商和会商店街
- 下井草商店街
- 下高井戸北口商店街
- 釜寺前商店街
- 京王クラウン街高井戸商店街
- 教会商店街通り新栄会商店街
- 掘ノ内参道商店街
- 沓掛商店街
- 熊野神社通り商店街
- 五日市通り商店街
- 佼成会商店街通り商店街
- 公園通り商店街
- 向陽商店街
- 広小路親栄会商店街
- 庚申商栄会商店街
- 高井戸駅前商店街
- 高井戸共栄会商店街
- 高井戸商店街
- 今川町商栄会商店街
- 桜上水商店睦会商店街
- 三谷商工会商店街
- 三谷商工会商店街
- 宿町商興会商店街
- 女子大通り商和会商店街
- 松ノ木梅里五日市通り商興会商店街
- 松ノ木銀座通り商店街
- 松ノ木八幡通り商店街
- 松庵商店街
- 上井草商店街
- 上荻本町通り商店街
- 新町商栄会商店街
- 神戸町南部商店街
- 神明通り共栄会商店街
- 神明通り共和会商店街
- 杉四通り商店街
- 杉六通り商工睦会商店街
- 成田商店街
- 成田東5丁目昭成会商店街
- 聖堂通り商店街
- 西永福協栄会商店街
- 西永福振興会商店街
- 西永福睦会商店街
- 西田商店街
- 西武井荻商店街
- 川端新興会商店街
- 代田橋共栄会商店街
- 大場通り商和会商店街
- 地蔵坂協和会商店街
- 仲町商工会商店街
- 天沼一丁目南通り商興会商店街
- 天沼協和会商店街
- 天沼新生会商店街
- 天沼八幡通り商店街
- 東高円寺駅通り商店街
- 東高円寺銀座商店街
- 東田町バス通り商店街
- 東保健所通り商店街
- 南阿佐谷すずらん商店街
- 馬橋商興会商店街
- 梅里一丁目和田西連合商興会商店街
- 八丁通り商店街
- 八幡山商福会商店街
- 八幡前通り商栄会商店街
- 浜田山商店連合会商店街
- 富士見丘商店街
- 方南商店街
- 方南銀座商店街
- 方南坂下商店街
- 方南東親和会商店街
- 堀之内参道商店街
- 妙法寺商店街
- 立教通り親和会商店街
- 立正通り商店街
- 六三会商店街商店街
- 和泉仲り入り口会商店街
- 和泉仲通り商栄会商店街
- 和泉仲通り南商店街
- 和泉通り商店街
- 和泉明店街
- 和田商栄会商店街
- 和田商店街

板橋区
- ハッピーロード大山商店街（大山）
- 遊座大山商店街
- 大山商和会商店街
- 成増 - 北口通り商店街、成増すずらん通り商店街、成増商店街、成増南商興会商店街、成増北口通り商店街
- 中板橋駅前商店街
- 北一商店街
- メトロード西台商店街
- 愛染商栄会商店街
- 愛染通り氷川商栄会商店街
- 栄町氷川町商工会商店街
- 下赤塚駅南商店街
- 光が丘ゆりの木商店街
- 高島平団地店舗会商店街
- 桜川商店街
- 三栄商工会商店街
- 三園通り共栄会商店街
- 三和商栄会商店街
- 山中通り睦会商店街
- 志村銀座商店街
- 志村坂下マーケット共栄会商店街
- 志村橋商工会商店街
- 宮の下商栄会商店街
- 商和通り商店街
- 小豆沢商栄会商店街
- 小豆沢商友会商店街
- 小茂根商店街
- 上の根橋商店街
- 上赤塚商栄会商店街
- 上板橋北口商店街
- 上板南口銀座商店街
- 常盤台駅前商店街
- 常盤台銀座商店街
- 常盤台中央通商光会商店街
- 常盤台南口神社通り商盛会商店街
- 常盤通共栄会商店街
- 新中山道商店街
- 西徳商栄会商店街
- 赤塚一番通り商店街
- 赤塚銀座会商店街
- 船渡商栄会商店街
- 前野協和会商店街
- 前野元通り商店街
- 大谷口中央通り商睦会商店街
- 大谷口南商店睦会商店街
- 第一小学校前通り商店街
- 中丸中央通り商店街
- 中板橋商店街
- 中板橋南口商店街
- 仲宿商店街
- 兎月円通り商店街
- 徳丸商興会商店街
- 徳丸商店街
- 徳丸不動通り商店街
- 板橋イナリ通り商店街
- 板橋駅西口商店街
- 板橋駅前本通り商店街
- 板橋四ツ又商店街
- 板橋宿不動通商店街
- 板橋清水商店街
- 板橋本町商店街
- 富士見通り親交会商店街
- 本蓮沼駅通り商店街
- 蓮根駅前通り商栄会商店街
- 蓮根銀座商栄会商店街
- 蓮根中央商店街

練馬区
- 栄町 - 江古田銀座商店街、栄町本通り商店街、江古田駅北口商店街、江古田市場通り商店街、江古田ミツワ商店街
- 小竹町音大通り商店街 小竹町共栄会商店街
- 練馬 - 弁天通り商店街、練馬アーケード商店街、練馬一の日商店街、練馬駅前商店街、練馬駅前中央通り商店街、練馬駅前本通り商店街、練馬銀座本通り商店街、練馬区北口振興会商店街、練馬春日サンリーム商店街
- 武蔵関駅前商工会商店街、武蔵関駅前通り商店街、武蔵関駅北口商店街、武蔵関商栄会商店街
- 富士見台 - みのり商店街、富士見台商栄会商店街、富士見台本町通り商店街
- 大泉学園駅南口商店街、大泉学園町商店街、大泉学園北出張所商店街
- IMA専門店会商店街
- エリム春日町商店街
- おとり様商店街
- きたまち商店街
- くるみ商店街
- サンツ中村橋商店街
- ニコニコ商店街
- ニュー北町商店街
- ハッスル通り商店街
- ロード富士見商店街
- 旭一商興会商店街
- 旭丘銀座商店街
- 旭丘中央商店街
- 旭丘東商店街
- 旭丘文化通り商店街
- 旭町一丁目商店街
- 井頭商店街
- 下石神井商店街
- 学芸大前通り商店街
- 貫井中央商店街
- 関一商興会商店街
- 関町商店街
- 関町中央通り親和会商店街
- 丸吉通り商店街
- 共栄商店街
- 光が丘IMA南館商店街
- 高松町造商店街
- 桜台商業協同組合
- 桜台北口商店街
- 四商通り商店街
- 春日町本通り商店街
- 商泉会商店街
- 松の湯通り商店街
- 上石神井商店街
- 新桜台駅前商店街
- 新桜台商店街
- 西大泉商交会商店街
- 石神井公園商店街
- 石神井小関商栄会商店街
- 千川通り商店街
- 早宮商店街
- 大門通り商店街
- 谷原五ツ又商栄会商店街
- 地下鉄赤塚駅前商店街
- 中村橋駅前通り貫商会商店街
- 長命寺通り商店街
- 田柄神明商店街
- 土支田地蔵通り商店街
- 東大泉商栄会商店街
- 東大泉仲町銀座商店街
- 南ヶ丘商店街
- 南蔵院通り中村東栄会商店街
- 南大泉商愛会商店街
- 日大通り商店街
- 比丘尼商店街
- 氷川台商店街
- 文化通り親和会商店街
- 平和台中央商店街
- 平和通り商店街
- 豊玉庚申通り商栄会商店街
- 豊玉北中商栄会商店街
- 豊島園商店街
- 豊南新公会商店街
- 豊和商店街
- 北一商店街
- 北栄会商店街
- 北大泉商栄会商店街
- 立野通り商店街

#### 市町村部
八王子市
- 上八日町商店街
- 高尾山商店街
- 中町商店街
- 八王子駅北口商店街
- 八王子南口商栄会商店街
- 横三商店街
- 横山町二丁目商店街
- 四谷商店街
- 高尾パークハイツ名店会
- 八幡町商店街
- 西八商栄会（西八王子駅北口）
- 館ヶ丘団地名店会
- 京王クラウン街高尾
- 八日町商店街
- 狭間駅前商店街（椚田遺跡公園通り（通称：高専通り））
- 京王八王子商店街
- パーク壱番街商店街
- 犬目・甲の原商店街
- 北野商店街
- めじろ台駅前ショッピングセンター
- めじろ台商店街
- 三崎町商研会商店街
- 西八南口商店街
- 櫻通り商店街
- 横一商栄会商店街
- 高尾商業地
- 西放射線通り商店街

立川市
- 高松地区 - 高松町商店街、高松大通り商店街、シネマ通り商店街
- 旧砂川地区 - こぶし通り商店街、エルロード商店街、栄町四丁目商店街
- 立川駅南口地区 - 諏訪通り商店街、日活大通り商店街、南口西通り西会商店街、南口中央通り商店街、立川南口商店街、いろは通り商店街、錦商店街、錦中央通り商店街、錦一二三商店街、すヾらん通り商店街
- 立川駅北口地区 - あけぼの商店街、立川北口大通り商店街、昭和記念公園商店街、立川 北口中央商店街、柳通り商店街
- 富士見地区 - 富士見商店街、南富士商店街、西立商店街
- 羽衣地区 - 東立川商店街、羽衣商店街

武蔵野市
- 三鷹駅北口商店街
- 三谷通り商店街
- 中央通り西祥商店街
- 西久保NTT通り商店街
- グリーンパーク商店街
- 緑町一番街
- 緑町商栄会商店街
- 八丁商和会商店街
- 西久保城山会商店街
- 西久保商店街
- 関前八幡町商店街
- 武蔵野中央商店街
- 中道通り商店街
- 中道第二商店街
- 吉祥寺#主な商店街・商業施設
- 吉祥寺サンロード商店街（吉祥寺本町）
- 吉祥寺ダイヤ街（吉祥寺本町）
- ハーモニカ横丁（吉祥寺本町）
- 吉祥寺平和通り商店街（吉祥寺本町）
- 吉祥寺東通り商店街
- 吉祥寺レンガ通り商店街
- 吉祥寺エフエフ商店街
- 吉祥寺女子大通り光会商店街
- 吉祥寺東急大通り商店街
- 吉祥寺平和通り商店街
- 吉祥寺南口末広商店街
- 吉祥寺南町協栄会商店街
- 吉祥寺本宿東一会商店街
- 吉祥寺元町通り商店街
- 吉祥寺南口商店街
- 吉祥寺東急通り商店街
- 吉祥寺北口駅前商店街
- 吉祥寺バークロード商店街
- すきっぷ通り商店街（境）
- 境南協栄会商店街（境南町）
- 境南中央商店街
- 一番街通り商店街（境南町）
- 武蔵境駅前商店街
- 武蔵境本町通り商店街
- 武蔵境独歩通り商店街
- 武蔵境温泉通り商栄会商店街
- 桜堤西商店街
- 桜堤中央商栄会商店街
- 五日市通り商店街
- 井の頭通り商店街
- 八幡通り商店街
- 富士見通り商店街
- 御殿山幸栄商店街
- 緑盛商店街
- 稲荷町商店街
- 四軒寺町会商店街
- 桜柳会商店街
- 協親会商店街
- 大野田商店街
- 本宿商工双葉商店街
- 本宿商栄商店街
- 延命寺通り商店街
- 宮前親交会商店街
- 西原三栄会商店街

三鷹市
- 三鷹中央通り商店街
- きらきら通り商店街
- さくら通り中央会商店街
- 三鷹駅前銀座商店街
- 三鷹駅前西商店街
- 三鷹台商店会（井の頭一丁目・二丁目）
- 三鷹富士見商店街
- 三鷹南銀座商店街
- 三鷹連雀通り商店街
- 井の頭公園駅前商店睦会商店街（井の頭三丁目）
- 井の頭公園通り商店街（井の頭三丁目-五丁目）
- 五小通り商栄会商店街（井の頭二丁目・三丁目）
- 消研大通り商店会
- 消研前商店街
- 新川公団南口商店街
- 新川商工栄会商店街
- 青柳商店街
- 大沢下原商店街
- 共栄通り商店街
- ことぶき商栄会商店街
- 新鷹商店街
- 泰成商店街
- 中央商店街
- 三鷹の森通り東栄会商店街
- 東野二中通り商店街
- 本町通り商店街
- 三鷹コラル商店街
- アトレヴィ三鷹商店街
- 牟礼神明商工会商店街
- 山中商栄会商店街
- 連雀協栄会商店街
- 連雀仲町商店街

府中市
- くるる会商店街
- タマロード商店街
- フォーリステナント会商店街
- むさしの台商栄会商店街
- 栄町新栄会商店街
- 学園通り中央商店街
- 学園通り東部共栄会商店街
- 宮西共栄会商店街
- 宮西国際通り商店街
- 宮西二丁目商店街
- 紅葉丘商店街
- 紅葉商栄会商店街
- 車返団地商店街
- 小町通り商店街
- 小柳南商栄会商店街
- 新一いなほ会商店街
- 新押立商店街
- 新三商店街
- 新町商店街
- 新町文化センター通り商店街
- 新二商店街
- 是政駅前商店街
- 是文通り商店街
- 晴見町商店街
- 浅間町共栄会商店街
- 多磨駅商店街
- 中河原商栄会商店街
- 東府中商店街
- 東部商栄会商店街
- 八幡町共和会商店街
- 番場商交会商店街
- 美好町商店街
- 府中35番街
- 府中駅東口商店街
- 府中駅北口商店街
- 府中銀座商店街
- 府中本町プラザ商店街
- 武蔵台商店街
- 分倍河原商店街
- 並木通り商店街
- 片町三和会商店街
- 北山商店街
- 本宿商栄会商店街
- 本町商店街

調布市
- 仙川商店街/ハーモニーロード
- 若仙会商店街
- 若葉商友会商店街
- 入栄会商店街
- 入間商栄会商店街
- 神代団地商店街
- つつじヶ丘商店街
- 富士見街商店街
- 上の原商店街
- 深大寺表参道商店街
- 深大寺通り商店街
- 柴崎駅北口商店街
- 国領商盛会商店街
- 野ヶ谷中央商店街
- 梅の湯商店街
- 多摩川住宅中央名店街
- 布田南商店街
- 不動商店街
- 調布中央商店街
- 調布百店街
- 上布田商栄会商店街
- 調布ヶ丘商店街
- 天神通り商店街
- 小島商栄会商店街
- 調布銀座商栄会ゆうゆうロード商店街
- 多摩川商栄会商店街
- 下石原商店街
- 上石原大通り商店街
- 西調布駅前通り商店街
- 西調布南口商店街
- 西調布一番街
- 飛田給駅南口商店街
- 富士見町商店街
- 富士見ロード商店街

小金井市
- けやき通り商店街
- シルクロード5番街
- 武蔵小金井駅前商店街・ムサコ一番街
- 貫井南町商店街・貫井北町商工振興会商店街
- 京王通り商店街
- 蛇の目通り商店街
- 小金井市けやき通り商店街・小金井市商業振興会商店街・小金井市中央商店街
- 新小金井商店街・新小金井西口商店街・新小金井東口商店街
- 前原坂下商店街・前原町1-3丁目商店街・前原町4-5丁目商店街
- 中町商店街・中町明和会商店街
- 東小金井駅北口地域振興会商店街・東小金井南口商店街
- 南一番街
- 農工大通り商店街
- 北口仲通り商店街
- 緑町商店街・緑町中央商店街

国分寺市
- 国分寺・本多 - 国分寺北口駅前商店会、国分寺北口西通り商店会、本町4丁目商店会、バザールK会、八日会商店会、本多札ノ丘商店会、本多中央商店会、本多すずらん商店会、国分寺駅南口商店会、国分寺南口すずらん商店会、国分寺南口南栄商店会、東元町商店会、エル専門店街、国分寺ふれあい名店会
- 西国分寺 - むさし商興会、協和会
- 恋ヶ窪 - こいがくぼ商店会、市役所通り商店会
- 国立駅周辺 - 22番街商店会、内藤橋通り商店会、光商店会、光商栄会、高木町商店会

国立市
- 谷保駅周辺 - むっさ21（富士見台名店街）、谷保北口商店街、ダイヤ街商店街
- 国立駅周辺 - 北口商店会、東一番商店会、国立ブランコ通り商店会
- 国立駅前大学通り商店会
- 富士見通り - 富士見通り中商店会、一番街商店会、中央商店会、中商店会、西商店会
- 旭通り - 国立デパート、旭通り商店会、東坂下商店会、三小通り商店会
- その他 - 立東商店会

日野市
- 旭が丘商工連合会商店街
- 大坂上商店会商店街
- 高幡参道会商店街
- 金剛寺 (日野市)高幡不動商店会商店街
- 豊田北口商店会 - 多摩平一丁目商店街、多摩平二丁目商店街、西通り商店街、多摩平一番街、多摩平名店街、ファミーユ京王会商店街、多摩平一丁目仲通り地区商店街
- 豊田商店街
- 多摩平五丁目商店街
- 西町商店街
- 日野駅前商栄会商店街
- 日野台商店街
- 南平駅南口商店街
- 南平中央商店街
- 百草園駅前商店街

狛江市
- 狛江セントラル商店街（中和泉1丁目1-2番地周辺（狛江市役所斜め向かい）
- 御台橋商栄会商店街（西野川1-2丁目、東野川2丁目、和泉本町1-3丁目（京王ストア和泉店周辺）
- 狛江駅前親栄会商店街（東和泉1丁目周辺（狛江駅南口周辺）
- 狛江駅北口商工振興会商店街（和泉本町1丁目、中和泉1丁目、元和泉1丁目周辺（狛江市役所周辺）
- 上和泉商店街（中和泉2丁目・5丁目、和泉本町3-4丁目周辺）
- ひかり商店街（中和泉4丁目24-25番地周辺（根川さくら通り東側周辺）
- 狛江四小前商店街（中和泉4-5丁目周辺（西和泉体育館・元狛江四小西側周辺）
- 狛江ショッピングセンター街（中和泉5丁目周辺（小田急バス狛江営業所西側周辺）
- 慈恵医大前商店街（和泉本町4丁目10番地（東京慈恵医大病院東南側周辺）
- 狛江団地商店街（和泉本町4丁目24・27番地（狛江団地24・27号棟）
- 狛江五小前商店街（東野川4丁目・4丁目間、覚東通り沿い（狛江五小と狛江四中の間）
- 岩戸栄通り商店街（岩戸北1-2丁目、狛江一中通り南側および喜多見駅北口周辺）
- 二の橋通り商店街（岩戸北4丁目、二の橋通り沿い）
- 狛江銀座商店街（東和泉1-2丁目周辺（狛江三叉路周辺））
- 和泉多摩川商店街リバーサイドモール（東和泉3丁目および猪方3丁目周辺（和泉多摩川駅北口・南口一帯））
- 猪方駒井商店街（猪方2-4丁目および駒井町3丁目周辺（水道道路、猪駒通り沿い））
- 狛江中央商店街（和泉本町1-2丁目および岩戸北1-2丁目周辺（狛江一中通り沿い））
- 二の橋商店街（岩戸北4丁目、二の橋通り周辺）

東大和市
- 芋窪商店街
- 玉川上水駅前商店街
- 光商店街
- 栄商店街
- 奈良橋商工振興会商店街
- 富士見通り商栄会商店街
- 芝中団地前名店街
- 南街通り商工振興会商店街
- 武蔵大和駅前通り商店街
- 向原新興商店街
- 東大和市駅前商栄会商店街
- 大和通り共栄会商店街

武蔵村山市
- 村山団地中央商店街
- すずらん商店街
- 村山横中商店街
- 村山アメ横通り商店街
- 残堀仲店商店街
- 学園通り商店街
- 元町コロコロ商店街
- 村山中央ショッピングセンター商店街

町田市
- 原町田三丁目商店街
- 原町田四丁日商店街
- 原町田二丁目商店街
- 文学館通り商店街
- 幸町商店街
- 町田仲見世商店街
- 町田ターミナルロード商店街
- 町田バークアペニュー商店街
- 町田二番街商店会
- 町田一番街
- 町田中央商店街（レンガ通り）
- 栄通り商店街
- 若葉通り商店街
- 中町商店街
- 玉川学園商店街
- 玉川学園南口商店街
- 町田市立博物館前商店街
- 藤の台ショッピングセンター
- 町田木曽団地名店街
- 山崎団地名店街
- 鶴川二丁目バス通り商店街
- 鶴川商店街
- 鶴川団地中央商店街
- 鶴川団地センター名店街
- 金井商店街
- 南共栄会商店街
- 小川商店街
- 南町田商店街
- つくし野連合商店街
- すずかけ商店街
- 成瀬団地商店街
- 成瀬商友会商店街
- 南成瀬共栄会商店街
- 成瀬台中央商店街
- 成瀬が丘商店街

多摩市
- 桜ヶ丘商店会 - 一の宮商店街、聖蹟桜ヶ丘OPAクラウン街、京王ショッピングセンター会商店街、ザ・スクエア、中央商店街、桜ヶ丘南口商店街
- 多摩センター商店街
- 丘の上プラザ会商店街
- 豊ヶ丘・貝取商店会商店街
- 落合団地商店街
- 落合4丁目商店街
- 愛宕商店街
- 多摩諏訪名店会商店街
- 鶴牧商店街
- 大栗橋商店街
- 永山団地名店街
- 永山 (多摩市)永山商店街
- グリナード永山会商店街

稲城市
- 平尾団地商店街
- ペアリーロード稲城商店街
- 弁天通り商店街
- アイポート矢野口
- 京王リトナード若葉台
- 京王リトナード稲城

昭島市
- 昭島駅南口商店街
- 東中神駅前商店街
- くじらロード商店街
- 中神駅南口駅前商店街
- 西立川商店街
- 朝日町中央通り商店街
- 住宅商店街八清

小平市
- 小川駅周辺 - 中宿商興会商店街、あいあい中宿商店街、小川駅前商栄会商店街、小川東町商店街
- 鷹の台駅周辺 - たかの台地区商店街
- 小平駅周辺 - 小平駅北商栄会商店街、小平駅前ショッピングセンター、小平駅東栄通り商店街、ルネセブン街商店街、グリーンプラザ商店街、ルネウエストロード商店街、仲町共栄会商店街
- 一橋大学周辺 - 西学園共栄会商店街
- 一橋学園駅周辺 - 一橋大学北通り商店街、一橋学園駅周辺、百々の湯通り商店街、一橋学園南口商店街、学園南商店街、学園一番街商店街、学園坂商店街、学園東中央通り商店街、学園駅前商店街、学園東町一中通り商店街、学園西中央通り街路灯部
- 小平団地周辺 - 東鈴商店街、小平団地北口商店街連合会商店街
- 喜平橋周辺 - 桜上水商店街
- 花小金井駅周辺 - 鈴天通り商友会商店街、光ヶ丘通り商店街、東京街道商工親和会商店街、花小金井商栄会商店街、せいぶ通り商店街、花南商店街、ハナテンふれあいロード、鈴木中央商店街

東村山市
- 東村山駅東口商店街
- 東村山駅西口共栄会商店街
- 本町商店街
- 久米川中央銀座会商店街
- 久米川中央通り商店街
- 久米川東商店街
- 久米川北口商店街
- 久米川町商栄会商店街
- 久米川商店街
- 八坂商店街
- 八坂親交会商店街
- 恩多辻商工進栄会商店街
- 秋津商店街
- 新秋津駅前通り商店街
- 青葉商店街
- 萩山北口中央商店街
- 萩山仲通り街商店街
- 栄商店街
- 南台商店街
- 廻田商工親交会商店街
- 多摩湖町商和会商店街
- 諏訪町商工振興会商店街
- 野口町親和会商店街

東久留米市
- 金山町・大門町 - 金山商店街、大橋通り商店街
- 東本町 - 門前商友会商店街、
- 大踏み切り近く - かるがも商店街富士ヶ丘
- 東久留米西団地周辺 - 西団地前商店街
- 滝山団地内・周辺 - 滝山5丁目親睦会商店街、ヨーカドー入口商店街、七親会商店街、滝山中央名店会商店街、ふれあい通り商店街
- 東久留米団地内・周辺 - 東久留米団地名店会商店街、南大通り商店街
- 東久留米北口周辺 - 駅前商店街
- 中央町・幸町周辺 - 中央商店街、ときわ商店街、さいわい商店街
- 南沢周辺 - 南沢商店街
- 前沢周辺 - 前沢小町商店街、つるの湯商店会

清瀬市
- 清瀬駅北口周辺 - 清瀬北口睦会商店街
- 清瀬駅南口周辺 - 清瀬南口商店街、清富士会商店街、清瀬銀座会商店街、アイラ通り商店街
- 秋津駅周辺 - 野塩商店会商店街、不二商店会商店街
- 本町会商店街 (志木街道、ひまわり通り)
- 中里共栄会商店街 (中里地域)
- 竹丘団地周辺 - 竹丘商栄会商店街
- 清瀬旭が丘団地内 - あさひがおかぐりーんモール商店街

西東京市
- 田無駅周辺の商店街 - 大栄商店街（北口側）、田無北口商店街、田無商業協同組合商店街（北口側）、田無駅南口商店街、文化通り商店街（南口側）
- フラワー通り商店街
- 西東京市中央親交会商店街
- 天神山商栄会商店街
- 保谷駅南口中央通り商店街
- 東町商栄会商店街
- 三軒家商店街
- 東伏見公団東口商友会商店街
- 東伏見商栄会商店街
- 伏見通り商店街
- 中原商店街
- 柳盛会商店街柳沢北口商店街
- 柳沢商店街
- アスタ専門店街
- 橋場商店街
- 北芝商工友会商店街
- 三友会商店街
- ひばりが丘 (東京都) - 谷戸商店街、ひばりが丘北口商店街、ひばりが丘北商和会商店街、ひばり商店街、ひばりが丘グリーン商店街、ひばりが丘団地北商店街

青梅市
- 東青梅北口商店街
- 青梅市東部商店街
- 青梅駅前振興会商店街
- 上町商店会、仲町商店会、本町商店会、仲通り睦会、キネマ通り睦会、住江町商店街、西分町大通り振興会、東栄会 - 昭和レトロ・フィールドミュージアム「おうめまるごと博物館」構想でがんばる商店街77選に
- 仲町1丁目ネオン会
- 青梅本町商店街
- 御岳山商店街

福生市
- 福生武蔵野商店街
- 福生商店街（ハッピータウン）
- 本八商栄会商店街
- 栄通り商栄会商店街
- 銀座商栄会商店街
- 銀座中央商栄会商店街
- 東銀座通り商栄会商店街
- 熊川商栄会商店街
- 横田商栄会商店街
- 東口駅前商栄会商店街
- 牛浜商栄会商店街
- 熊川武蔵野商栄会商店街

羽村市
- 本町西口商店街（羽村駅西口）
- 羽村東口商店街
- マミーショッピングセンター（富士見平）

瑞穂町
- 駅前商店街「夫婦小路」
- ザ・モールみずほ16（西友LIVIN）
- 瑞穂町商店街（箱根ヶ崎市街地）

日の出町
- 日の出町商店街・奥多摩駅駅前通り
- イオンモール日の出
- 日原街道・青梅街道沿線商店街

檜原村
- 中込商店街・野沢商店街

奥多摩町
- 奥多摩町100縁商店街（イベント。奥多摩駅や古里駅周辺の店で形成）

あきる野市
- 五日市商和会商店街
- 秋留台商店街
- 北口商栄会商店街
- あきる台商店街
- あきる野ショッピングシティ - （あきる野ルピア・あきる野とうきゅうと秋川駅北口会/秋川駅南口商店会/あきる野ルピアテナント会で形成）
- 二宮商栄会
- 野辺商興会
- 原店商店会
- 増戸商栄会
- 雨間商興会

### 神奈川県
横浜市
中区
- 裏横浜
- 横浜中華街
- 本牧1丁目東商友会商店街
- 中華街関帝廟通り商店街
- 横浜中華街市場通り商店街
- 本牧リボンファンストリート
- 野毛町
  - 野毛商店街
  - 野毛本通り商店街
- イセザキモール
- 伊勢佐木町商店街
- 伊勢佐木町1･2丁目地区商店街
- 元町商店街 ※元町SS会
- 馬車道商店街
- 石川商店街
- 元町SS会商店街
- 宮川町商栄会商店街
- 野毛商店街
- 浜っ子通り商店街
- 日ノ出町駅前商店街
- 横浜中央地下街商店街
- 石川壱商栄会商店街
- 麦田町発展会
- 本郷町商栄会商店街
- 山元町1丁目誠商会商店街
- 山元町二丁目商栄会商店街
- 山手駅前商和会商店街
- 若葉町商栄会商店街
- 元町クラフトマンシップ・ストリート
- 関内駅前商店街
- 横浜ワールドポーターズ
- ヨコハマベイス商店街
- 桜木町ぴおシティ商店街
- 石川町三丁目ひらがな商店街ウェストアベニュー
- 本牧通り商店街
- 伊勢佐木町7丁目商栄会商店街
- ひらがな商店街
- 石川町裏通り商店街
- 新山下商栄会商店街
- 本牧三渓園ストリート笑栄会商店街

南区
- 横浜橋通商店街
- ドンドン商店街
- 弘明寺商店街
- 医大通り共栄会商店街
- 三吉橋通り商店街
- 地下鉄蒔田駅新光商栄会商店街
- 東橋商店会商店街
- 大岡通り商店街

西区
- 岩亀横丁
- 南幸 西口幸栄商店街 横浜駅西口五番街 パルナード商店街 横浜モアーズ
- 横浜駅名品街 - 相鉄ジョイナスの前身。相模鉄道の横浜駅西口開発計画により建設された。
- 藤棚地区商店街
- 横浜ジョイナス会商店街
- 西口幸栄商店街
- スカイビル商店街
- 横浜西口商和会商店街
- 浅間下商店街
- 平沼商進会商店街
- 藤棚商店街
- 戸部大通り商店街
- 西区役所通り中央商店街
- 紅梅通り商店街
- 羽沢通り商店街
- ルミネ横浜会商店街
- 横浜ポルタ
- 藤棚一番街
- 西前中央商店街
- サンモール西横浜商店街
- 久保町ニコニコ商店街
- ランドマークプラザ
- MARK IS みなとみらい
- 洪福寺松原商店街（西区と保土ケ谷区）

保土ケ谷区
- 天王町商店街
- 保土ヶ谷駅東口商店街
- 洪福寺松原商店街
- 和田町商店街
- 保土ヶ谷駅西口商店街
- 保土ヶ谷駅西口さつき商店街
- 仏向町水道道商店街
- 西谷商栄会商店街
- 和田駅前商店街
- 上星川商店街
- 峰沢商店街
- 千丸台商店街
- 笹山商店街

神奈川区
- 六角橋商店街
- 六角橋商和会商店街
- 六角橋中央商店街
- 六角橋興和会商店街
- 六角橋協栄会商店街
- 六角橋北町商和会商店街
- 大口通商店街
- 大口1番街
- 大口曙通商店街
- 白幡向町商愛会商店街
- 白幡商興会商店街
- 西神奈川三丁目商興会商店街
- 神奈川中央商連会商店街
- 二ツ谷通り商栄会商店街
- 松本通商店街
- 宮前商栄会商店街
- 松本三丁目商店街
- 反町駅前通り商店街
- 白楽商店街
- ガーデン山商店街
- ファミリー通商店街
- 横浜中央市場通り商店街
- 大神商店街

鶴見区
- 鶴見銀座商店街
- 矢向商店街
- 鶴見銀座商店街
- 本町通商店街
- 豊岡商店街
- レアールつくの
- 潮田銀座
- 市場銀座商店街
- 市場東中町・市場上町商店街
- 潮田商工親和会商店街
- 潮田町二丁目明和会商店街
- 仲通勉強会商店街
- 花月園駅前通り花商会商店街
- 生麦駅前通り商友会商店街
- 岸谷商栄会商店街
- 三角大通り共栄会商店街
- 鶴見のれん会商店街
- 生麦南仲通り商栄会商店街
- 尻手銀座
- 末吉商店街池下通り商店街
- 仲通り商店街
- 駒岡商栄会商店街
- 三ツ池公園商店街

港南区
- 上大岡中央商店街
- 芹が谷銀座商店会
- 野庭団地ショッピングセンター
- 野庭サブセンター
- いずみプラザ上永谷
- 横浜港南台商店会
- 上大岡駅東口商店会
- 丸山台いちょう坂商店街

旭区
- 鶴ヶ峰商店街
- 鶴ケ峰商栄会商店街
- 鶴ケ峰本町通り商店街
- 南希望が丘商進会商店街
- 二俣川商栄会商店街
- 二俣川銀座
- 左近山商店商店街
- 白根通り商店街
- わかば商店街

磯子区
- 岡村共栄会商店街
- 汐見台中央商店街
- 白旗商店街
- 杉田駅前商店街
- 杉田十日会商店街
- 洋光台駅前商店街サンモール
- 聖天橋センター商店街
- 根岸橋通り商和会商店街
- 岩瀬商店街
- 磯子商店街
- 杉田商店街
- 洋光台商店街
- プララ杉田専門店街
- らびすた新杉田商店街
- 洋南協栄会商店街

金沢区
- 金沢文庫すずらん通り商店街
- 金沢文庫ふれあい商店街
- 町屋学校通り商店街
- 金沢八景共栄会商店街
- 六浦商店街
- 能見台駅前商店街
- 西柴ショッピングセンター
- 富岡商和会商店街
- 金沢センターシーサイド名店会
- 富岡みどり会商店街
- ビアレヨコハマ同友店商店街
- 南川商店街
- 横浜南部市場商店街

港北区
- 大曽根商店街
- 綱島西口商店街
- 綱島桃栄会商店街
- 綱島ニコニコ会商店街
- 綱島東口商店街
- 綱島西口商栄会商店街
- 綱島さわやか通り商店街
- 綱島モール商店街
- 日吉商店街
- 日吉サンロード商店街
- 日吉浜銀通り商店街
- 日吉中央通り商店街
- 日吉普通部通り商店街
- 小机商店街
- 大倉山商店街
- 菊名池畔商店街
- 南日吉商店街
- 下田商店連合会商店街
- 菊名東口商栄会商店街
- 妙蓮寺ニコニコ会商店街
- 仲手原商栄会商店街
- 高田中央商工会商店街
- 箕輪町商工会商店街
- メイルロード商店街

栄区
- 新大船商店街
- 丸久商栄会商店街
- 栄通り商栄会商店街
- 本郷台駅前商店街
- 長沼商栄会商店街
- 本郷台駅前アーケード商店街
- 飯島上町商店街
- 新大船商店街
- 犬桂商店街

緑区
- 中山商店街
- 長津田商店街
- 谷津田原商栄会商店街
- 鴨居商栄会商店街
- 竹山団地中央商店街
- 緑新栄会商店街
- 霧が丘商店街

青葉区
- あざみ野商店街
- 青葉台商店街
- たまプラーザ駅前通り商店街
- たまプラーザ商店街
- たまプラーザ中央商店街
- 奈良北商店街
- 藤が丘商店街
- 桜台商店街
- すすき野商店街
- 青葉台南商店街
- 市ヶ尾商栄会商店街
- 荏田商店街
- 江田駅周辺商店街
- 市ヶ尾商店街

都筑区
- えだきん商店街
- 港北ニュータウン中央商業振興会商店街
- 中川駅前商業地区商店街
- 仲町台商業商店街
- センター南商業地区商店街
- センター北商業商店街
- 北山田商業商店街
- 川和商店街

戸塚区
- 戸塚旭町通商店街
- 原宿松栄会商店街
- 平戸商店街
- 戸塚駅東口ラピス商店街
- 戸塚東口商店街
- とつか宿駅前商店街
- 戸塚宿ほのぼの商店街
- トツカーナモール商店街
- 東急プラザ戸塚会商店街
- 東戸塚商店街
- 裏戸塚商店街

泉区
- 上飯田ショッピングセンター
- なかだ商店街
- 中田中央商店街
- いちょうマート商店街
- 和泉商店街
- 立場中央商店街
- 緑園都市相鉄ライフ商店街
- いずみ中央相鉄ライフ商店街

瀬谷区
- 瀬谷銀座通り商店街
- いちょう通り商店街
- 三ツ境駅前商店街
- 県営阿久和団地ショッピングセンター
- 境橋商店会商店街

川崎市
川崎区
- 銀柳街
- 川崎砂子会商店街
- 川崎駅前仲見世通商店街
- 川崎平和通商店街
- 川崎銀座街
- 川崎駅前大通商店街
- 川崎駅前大通り灯親会商店街
- たちばな通商店街
- 川崎市東田商店街
- 桜新道会商店街
- 日進商栄会商店街
- 川崎名画通商店街
- チネチッタ通り商店街
- パレール商店街
- 小川町商映会商店街
- 大師駅前商栄会 （ごりやく通り）商店街
- 大師本通り商店街
- 大師銀座会商店街
- 川崎市東門前駅通り商店街
- 大師出来野商店会商店街
- 伊勢町本通り商店街
- 川中島共栄会商店街
- 大師銀座商店街
- 大島本通り商店街
- 桜本商店街
- 大島市場商友会商店街
- 鋼管通り商栄会商店街
- 大島デパート商店街

幸区
- 川崎南河原銀座（ハッピーロード）
- 河原町団地商店街
- かしまだ駅前通商店街
- 谷戸福栄会商店街
- 南加瀬中央通り商和会商店街
- 南加瀬原町商店会商店街
- 小倉商栄会商店街

中原区
- ブレーメン通り商店街
- オズ通り商店街（モトスミ・オズ通り商店街）
- 平間銀座商店街
- 平間商栄会商店街
- 北谷町通り商店街
- 南武通り商店街
- 井田中ノ町商栄会商店街
- 向河原商栄会商店街
- 新丸子西口本通り新栄会商店街
- ウィズモール商店街
- 医大通り商栄会商店街
- 武蔵小杉商店街
- サライ通り商店街
- 小杉北一番街
- 武蔵新城あいもーる（川崎市）
- 新城北口はってん会商店街
- 新城北口一番街
- 新名商店街
- 新城南口商店街
- 日光通商店街
- 新城商店街
- 大ヶ谷戸庚申通り商店街
- 神地下小田中共栄会商店街
- 新丸子東栄会商店街

高津区
- 溝口大山街道商店街
- 溝ノ口駅西口商店街
- 溝ノ口駅前商店街
- 二子大通り商和会商店街
- 二子新地駅前通り松栄会商店街
- 溝口中央商店街
- 高津一番街
- 梶が谷駅前通り商店街
- かながわサイエンスパーク商店街

宮前区
- さぎ沼商店街
- 宮前平駅前商店街
- 蔵敷商店街
- 蔵敷団地商店街

多摩区
- 登戸駅前商店街
- 区役所通り登栄会商店街
- 宿河原駅前商店街
- 中野島商店街
- 中野島北口通り商店街
- 稲田堤振興会商店街
- 月見台名店街
- 生田中央商店街
- 西生田商盛会商店街
- 長沢商店街
- 春秋苑通り共栄会商店街
- 登戸東通り商店街
- 中和ビル商店街
- 民家園通り商店街

麻生区
- 百合丘駅前商店街
- 百合丘中央商店街
- 新ゆりグリーンプラザ商店街
- マプレ専門店街
- 柿生中央商店街
- 新百合ヶ丘商店街

横須賀市
- ドブ板通り
- 三笠ビル商店街
- 久里浜商店街
- 衣笠商店街
- 衣笠仲通り商店街
- 黒船仲通り商店街
- 浦賀商友会
- 追浜商盛会
- 北久里浜商店街
- 武山中央商店会
- YRP野比駅前商店街

逗子市
- 小坪商栄会
- 久木商栄会
- 逗子ハイランド商店会
- 八幡通り商店会
- 池田通り商店会
- なぎさ通り商業振興会
- 逗子銀座商店街
- 新逗子通り商店会
- 逗子大師通り商店会
- 東逗子駅前商店会
- 東逗子商栄会

藤沢市
- 本町白旗商店街
- 遊行通り二丁目商店街
- 遊行通り四丁目商店街
- 遊行通五丁目商店街
- 柳通り街
- 藤沢銀座
- サンパール藤沢商店街
- 南口本通り商店街
- 南銀座一番街
- 南口ファミリー通り商店街
- 藤沢南口らんぶる商店街
- 弥勒寺商店街
- 柄沢橋商店街
- 片瀬中央商交会商店街
- 江の島観光商店街
- 本鵠沼商店街
- 鵠沼海岸商店街
- 湘南銀座商店街
- 湘南辻堂商店街
- 辻堂元町商店街
- 辻堂新町商店街
- 湘南辻堂商栄街
- プチモールひがし海岸商店街
- 辻堂海岸商店街
- 長後商店街
- 湘南台商店街
- 湘南台東口商店街
- 六会商店街
- 善行駅前栄商店街
- 善行商店街
- 用田商栄商店街
- 藤沢飲食朋友商店街
- 湘南ライフタウンショッピングセンター
- 391ビル商店街
- 南口オークス・モール商店街
- 南仲通り商店街

三浦市
- みうらビーチ商店街
- 岬陽商店街
- 西銀座通り商店街
- 日の出通り商店街
- 三崎銀座通り商店街

鎌倉市
- 小町通り
- 鎌倉御成商店街
- 鎌倉由比ガ浜商店街
- 長谷大仏通り商店街
- 丸七商店街
- 大船仲通り商店街
- 新大船商店街
- 商栄会商店街
- 大船駅前商店街

葉山町
- 葉山元町商店街
- 一色大滝商店街
- 葉山かざはや商店街

平塚市
- 湘南スターモール商店街
- 大門会商店街
- 公園通り新仲会商店街
- 明石商店街
- 平塚中央会商店街
- 浜大門通り新光会商店街
- みどり会商店街
- 紅谷パールロード商店街
- 浮世会商店街
- 公園通り西口商店街
- 平塚駅前通り商店街
- 駅前商和会商店街
- 紅谷Beロード
- 西紅谷通り商店街
- 一番街商店街
- 宝町商店街
- 美東会商店街
- 不動会商店街
- 中央通り商店街
- 宮松町商店街
- 西海岸商店街
- 港栄会商店街
- 中原商店街
- 旭商店街
- 金目商店街
- 本宿協栄会商店街
- 追分共栄会商店街
- 水天宮商店街
- 八雲親桜会商店街
- 八幡商店街
- 四之宮商店街
- 真土商店街
- 豊田商店街
- 横内商店街
- ふじみ野商店街
- サンロードあさひ商店街
- 高村商店街
- 紅谷しんしく
- 扇松商店街
- 徳延商店街
- 西銀座商店街

茅ヶ崎市
- サザン通り商店街
- 高田商店街
- 茅ヶ崎銀座
- 博進会商店街
- 南駅前商店街
- 東海岸商店街
- ラチエン通り商店街
- 南本通り商店街

秦野市
- 片町第一商店街
- 花みずき通り商店街
- 秦野駅前通り商店街
- 上宿商栄会＆大正通り会商店街
- 入船商興会商店街
- 仲宿商店街
- 大道商店街
- 桜町商店街
- 東海大学駅前商店街
- 東海大学近道商店街
- 鶴巻駅前商店街
- 鶴巻中央通り商店街
- 鶴巻温泉南町商店街
- 学校前商店街
- 渋沢駅前商店街
- 渋沢商店街
- 柳町商店街
- 堀川商店街

伊勢原市
- 大原町商和会
- 駅前中央商店会
- 本町商店会
- 大神宮通り商店会

寒川町
- 一之宮商店会
- 寒川駅前通り商店街
- 新仲通り商店街

大磯町
- サンロードあさひ商店街

二宮町
- 中央通り商店街
- 栄通り商店街
- 中里商店街
- 百合が丘中央商店街
- 南口駅前商店街

小田原市
- 小田原ダイヤ街商店会（栄町）
- 小田原錦通り商店街
- 駅前東通り商店街
- 駅前商店街
- 中央通り商店街
- 青物町商店街
- おしゃれ横丁
- 緑一番街
- 小田原銀座
- 大工町商店街
- うらちょう商店街
- 国際通り一丁田商店街
- お堀端商店街
- おだわら竹の花商店街
- 新栄通り商店街
- 御幸の浜通り商店街
- 十字町商店会
- お城通り商店街
- しろやま商店街
- 板橋商店街
- 扇町商店街
- 富水商栄会商店街
- 早川みなと商店街
- 久野荻窪連合商店街
- 鴨宮商栄会商店街
- 鴨宮商店街
- 鴨宮南部商店街
- 国府津商店街
- 下曽我ドリームシール商店街

相模原市
緑区
- 京王クラウン街橋本
- 橋本商店街
- 東橋本商店街
- 相原二本松商店街
- リリーマート商店街
- 城山もみじ商店会
- 与瀬商栄会商店街

中央区
- 南橋本商栄会商店街
- 相模原東商店街
- 相模原西商店街
- さがみ夢大通り商店街
- 相模原中央商店街
- 西門商店街
- 西門市場商店街
- あじさい商栄会商店街
- 横山西商店街
- 高校通り商栄会商店街
- 相栄商店街
- ひばり商栄会商店街
- にこにこ星ふちのべ商店街
- 淵野辺並木通り商店街
- 南門商栄会商店街
- 淵野辺駅南口商栄会商店街
- 矢部駅前商興会商店街
- 矢部商工みどり会商店街
- 上溝商店街

南区
- 大野台商店街
- 大野台すみれ商店街
- 共和ストアー商店街
- 古淵商栄会商店街
- あいロード若松商店街
- 東林間商店街
- 北里通り東栄商店街
- 女子大通り商店街
- 相模大野北口商店街
- 相模大野銀座商店街
- 相模大野南新町商店街
- 一本橋商店街
- 麻溝商工振興会商店街
- 新磯商盛会商店街
- アクト南口一番街商店街
- 相模台親栄商店街
- 相模台中央商店街
- 相模台商栄商店街
- あすなろ商店街
- 相武台団地商店街
- グリーンパーク商店街
- 相武台商店街

厚木市
- 元町商工睦会商店街
- 東町商栄会商店街
- 中央通り名店街
- 寿町通り商店街
- 高校通り商友会商店街
- 厚木なかちょう大通り商店街
- 厚木一番街商店街
- あつぎ商和会商店街
- 厚木みなみ商工クラブ商店街
- 依知商工親和会商店街
- 睦合商工振興会商店街
- 林商工倶楽部商店街
- 緑ヶ丘中央商店街
- 玉川商栄会商店街
- 宿愛甲商工振興会商店街

大和市
- つきみ野商店街
- 中央林間銀座通り商店街
- 中央林間西口商店街
- 中央林間北口通り商店街
- 中央林間中央通り商店街
- 中央林間東口商店街
- 林友会商店街
- 南一条会商店街
- 南林間商栄会商店街
- 南林栄友会商店街
- 南林光栄会商店街
- 学園通り商店街
- ライラック通り商店街
- 二条通り商店街
- 西鶴間商栄会商店街
- 泉の森本通り商店街
- 大和新橋会商店街
- 大和駅前中央通り商店街
- 大和中央通り商栄会商店街
- 大和中央通り東商店街
- 昭和通り商店街
- すずらん通り商店街
- 大和中央西口商店街
- 大和銀座商店街
- みずき通り商店街
- 南店街
- あすろーど大和商店街
- 高座渋谷商店街
- 高座渋谷西口商店街
- 上和田商店街
- 旭ヶ丘商店街
- 千本桜商店街
- いちょうショッピングセンター

海老名市
- 海老名プラーザ商店街
- さくら並木商店街
- 国分寺台ショッピングロード
- ビナウォーク
- 厚木一番街商店街

座間市
- 座間大通り商店街
- 座間大和線商店街
- 相模が丘第一商店街
- 相模が丘商店街
- 東海相模通り商店街
- ひばりショッピングタウン
- 六道新栄会商店街
- みどりとさくらの街さがみ野
- さがみ野商店街
- 相武台商店街
- 相武台南口商店街
- 座間市相模が丘商店街
- 座間市オンライン商店街

綾瀬市
- バザール商店街
- 綾北商店会

愛川町
- 中津商店会
- 中津中央商店会
- あいちゃん商店会
- 愛甲商店街

清川村
- きよりゅん商店街
- 宮ヶ瀬水の郷商店街

中井町
- しらさぎ商店街

松田町
- 仲町商店街
- 松田駅周辺商店街
- ロマンス通り商店街

山北町
- 山北駅前商店街
- 山北町商店街

箱根町
- 箱根湯本商店街
- 箱根湯本駅前商店街
- 箱根老舗通り商店街

真鶴町
- 大道商店街
- 宿浜通り商店街

湯河原町
- 湯河原駅前通り 明店街

## 中部地方

### 新潟県
- 西堀ローサ（新潟市中央区）
- 上古町商店街（新潟市中央区）
- 古町 (新潟市)/古町通（新潟市中央区）
- 人情横丁（新潟市中央区）
- 沼垂テラス（新潟市中央区）
- 万代 (新潟市)/万代シテイ（新潟市中央区）
- 本町通 (新潟市)(本町6番町商店街）
- ふるまちモール（新潟市）
- 高田本町商店街（上越市）
- 中央商店街（村上市）
- 昭栄通り商店街（三条市）
- サンロード宮町（燕市）
- 本町通り商店街（柏崎市）

### 富山県
- 総曲輪通り商店街（富山市）
- 中央通りさんぽ～ろ商店街（富山市）
- 西町商店街（富山市）
- 堤町通り商店街（富山市）
- 上本町商店街（富山市）
- 太田口通り商店街（富山市）
- 大手モール振興会商店街（富山市）
- 千石町通り商店街（富山市）
- 上新町商店街（富山市）
- 総曲輪通り商店街（富山市）
- 高岡駅前商店街（高岡市）
- 御旅屋通り商店街（高岡市）
- 末広町商店街（高岡市）
- 魚津中央通り名店街（魚津市）
- 銀座通り商盛会商店街（魚津市）
- 新宿通り商店街（魚津市）

### 石川県
- 石引商店街(金沢市)
- 近江町市場商店街（金沢市）
- 尾張町商店街(金沢市)
- 片町商店街（金沢市）
- 新竪町商店街（金沢市）
- 竪町商店街（金沢市）
- 横安江町商店街(金沢市)
- 平和町大通り商店街(金沢市)
- 山中温泉ゆげ街道（加賀市）
- 小松中央通り商店街（小松市）
- 公園通り商店街（小松市）
- サンプラザ八日市商店街（小松市）

### 福井県
- 福井駅前商店街（福井市）
- 福井元町商店街（福井市）
- 新栄商店街（福井市）
- 田原町商店街（福井市）
- 敦賀駅前商店街 (敦賀市)
- 小浜駅通り商店街（小浜市）
- いずみ町商店街 （小浜市）
- まちなか商店街（越前市）
- 五番商店街（大野市）

### 山梨県
- 甲府中央商店街（甲府市）
- 甲府銀座通り（甲府市）
- オリオン通り（甲府市）
- 長坂町商店街（北杜市）
- しょうにん通り商店街（身延町）

### 長野県
- 権堂商店街（長野市）
- 信州善光寺仲見世通り（長野市）
- 伊勢町商店街（松本市）
- 縄手通り商店街（松本市）
- 上田市中央通り商店街（上田市）
- 旧軽井沢銀座（軽井沢町）
- 旧軽井沢メインストリート
- 御田町商店街（下諏訪町）
- つれてってカード協同組合商店街（駒ヶ根市飯島町・中川村）
- 駒ヶ根銀座商店街（駒ヶ根市）
- 岩村田本町商店街（佐久市）
- 田中商店街（東御市）

### 岐阜県
- 柳ケ瀬商店街（岐阜市）
- 玉宮通り商店街（岐阜市）
- 岐阜駅前繊維問屋街（岐阜市）
- 美殿町商店街（岐阜市）
- 高山市商店街（高山市）
- 多治見銀座商店街（多治見市）
- 多治見ながせ商店街（多治見市）

### 静岡県
- 呉服町名店街（静岡市葵区）
- 七間町 (静岡市)（静岡市葵区）
- 両替町（静岡市葵区）
- 清水駅前銀座商店街（静岡市清水区）
- 清水銀座・巴流（パル）商店街（静岡市清水区）
- 鍛冶町商店街（浜松市中央区）
- ぬまづみなと商店街（沼津市）
- 沼津仲見世商店街（沼津市）
- 熱海銀座商店街（熱海市）
- 平和通り商店街（熱海市）
- 仲見世商店街（熱海市）
- 森の腰商店街（御殿場市）
- 吉原商店街（富士市）
- 町内商店会（新居町　現・湖西市）
- 砂山銀座商店街（浜松市）
- キネマ通り商店街（伊東市）
- 伊東中央商店街（伊東市）
- 三島大通り商店街（三島市）

### 愛知県
- 大須商店街（名古屋市中区）
- 長者町繊維街（名古屋市中区）
- 矢田商店街（名古屋市東区）
- 円頓寺商店街（名古屋市西区）
- 柴田商店街（名古屋市南区）
- OZモール（名古屋市北区）
- 日比野商店街（名古屋市熱田区）
- 桜山商店街（名古屋市昭和区）
- 今池商店街（名古屋市千種区）
- 雁道商店街（名古屋市瑞穂区）
- 藤が丘中央商店街（名古屋市名東区）
- 平針商店街（名古屋市天白区）
- 大門横丁（名古屋市中村区）
- 広小路商店街（豊橋市）
- 松葉アーケード街（豊橋市）
- ときわ通り商店街（豊橋市）
- 刈谷銀座アーケード街（刈谷市）
- 刈谷名店街（刈谷市）
- 一色町商店街（西尾市）
- せと末広町商店街（瀬戸市）
- せと銀座通り商店街（瀬戸市）
- 銀座通り商店街（瀬戸市）
- 本町商店街（一宮市）
- 一宮市本町商店街（一宮市）
- 桜町本通り商店街（豊田市）
- 表参道発展会（豊川市）
- 花園商店街（豊橋市）

## 近畿地方

### 三重県
- 大門通り商店街/飲食店街（津市）
- 諏訪商店街（四日市市）
- 四日市一番街商店街（四日市市）
- ベルタウン（松阪市）
- よいほモール（松阪市）
- しんみち商店街（伊勢市）
- 伊勢銀座新道商店街（伊勢市）
- 伊勢高柳商店街（伊勢市）
- 明倫商店街（伊勢市）
- 外宮参道（伊勢市）
- 伊勢市駅前商店街（伊勢市）
- 伊勢駅前商店街（伊勢市）
- うじやまだ駅前横丁（伊勢市）
- うらのはし商店街（伊勢市）
- おかげ横丁（伊勢市）
- おはらい町（伊勢市）
- 桑名一番街（桑名市）
- 桑名銀座商店街（桑名市）
- 寺町通り商店街（桑名市）
- 上本町サンロード商店街（名張市）
- 新天地商店街（伊賀市）
- 美珠通り（志摩市）

### 滋賀県
- 和邇商店街（大津市）
- 堅田商業連合協同組合（大津市）
  - 出町商店街
  - 堅田中央商店街
  - 浜通り商店街
  - 堅田本通り商店街
  - JR駅前商店街
  - 仰木商店街
  - 琵琶湖大橋商店街
- 雄琴商店街（大津市）
- 坂本商店街（大津市）
- 唐崎商店街（大津市）
- 大津京商店街（大津市）
- 疏水商店街（大津市）
- 八丁商店街（大津市）
- ナカマチ商店街（通称）（大津市）
  - 長等商店街
  - 菱屋町商店街
  - 丸屋町商店街
- 京町未来図（大津市）
- 大津駅前商店街（大津市）
- 中央銀座商店街（大津市）
- 平野商店街（大津市）
- ZeZeときめき坂商店街（大津市）
- 膳所商店街（大津市）
- 晴嵐商店街（大津市）
- 石山商店街（大津市）
- 瀬田唐橋商店街（大津市）
- 瀬田駅中央商工連盟（大津市）
- 草津本陣商店街（草津市）
  - 元町商店街
  - 本一商店街
  - 本二商店街
  - 本三商店街
- 本四商店街（草津市）
- 本五商店街・本六商店街（草津市）
- 一番街商店会（草津市）
- 北中町商店街（草津市）
- 夢大路商店街（草津市）
  - 大宮町商店街
  - 栄町・草津中央・中ノ町商店街
  - トンネル街商店街
- 渋川商店街（草津市）
- 草津駅西口商店街（草津市）
- 上笠商店街（草津市）
- 守山銀座商店街（守山市）
- 中央商店街（守山市）
- ほたる通り商店街（守山市）
- 市役所前いちょう通り（栗東市）
- 本町商店街（甲賀市）
- 本町商店街（東近江市）
- ときわ通り商店街（東近江市）
- 京街道商店街（近江八幡市）
- サンロード商店街（近江八幡市）
- 彦根駅前商栄会（彦根市）
- おいでやす京町（彦根市）
- 花しょうぶ通り商店街（彦根市）
- 登り町グリーン通り（彦根市）
- 銀座商店街 (彦根市)
- リバーサイド橋本通り（彦根市）
- 中央商店街（彦根市）
- 四番町スクエア（旧彦根市場商店街、彦根市）
- 夢京橋キャッスルロード（彦根市）
- 佐和町商店街（彦根市）
- 京町商店街（彦根市）
- 多賀門前町共栄会（滋賀県多賀町）
- 黒壁（滋賀県長浜市）
- 大手門通り商店街（長浜市）
- ゆう壱番街商店街（長浜市）
- 浜京極商店街（長浜市）
- ローラン名小路商店街（高島市）

### 京都府
- 出町商店街（京都市上京区）
- 西陣京極（京都市上京区）
- 堀川団地商店街（京都市上京区）
- 大将軍商店街（京都市上京区）
- 新京極商店街（京都市中京区）
- 錦市場（京都錦市場商店街、京都市中京区)
- 京都三条会商店街（京都市中京区)
- 西新道商店街（京都市中京区)
- 西新道錦会商店街（京都市中京区)
- 三条名店街（京都市中京区）
- 寺町商店街（京都市中京区）
- 寺町京極商店街（京都市中京区）
- 新京極商店街（京都市中京区）
- 花遊小路商店街（京都市中京区）
- 祇園商店街振興組合（京都市東山区)
- 縄手商店街（京都市東山区)
- 古川町商店街（京都市東山区）
- 伏見大手筋商店街（京都市伏見区）
- 納屋町商店街（京都市伏見区）
- 伏見区商店街（京都市伏見区）
- 風呂屋商店街（京都市伏見区）
- 丹波橋商店街（京都市伏見区）
- 伏見大手筋商店街（京都市伏見区）
- 竜馬通り商店街（京都市伏見区）
- パッサージュなやまち5番街（京都市伏見区）
- 中書島繁栄会（京都市伏見区）
- 御薗橋801商店街（京都市北区）
- 大映通り商店街（京都市）
- 真名井商店街（舞鶴市）
- 平野屋商店街（舞鶴市）
- 中央商店街（舞鶴市）
- 八幡商店街（舞鶴市）
- 大門商店街（舞鶴市）
- 三条商店街（舞鶴市）
- 八島商店街（舞鶴市）
- 七条商店街（舞鶴市）
- 新町商店街（福知山市）
- 御旅市場（京丹後市）
- キララ商店街（京田辺市)
- 京都激辛商店街（向日市)

### 大阪府
- 阪急東通商店街（大阪市北区）
  - ひがし中通り商店街（大阪市北区）
  - 阪急東中央商店街（大阪市北区）
- 阪急かっぱ横丁（大阪市北区）
- 曽根崎お初天神通り商店街（大阪市北区）
- 天神橋筋商店街（大阪市北区）
- 天五中崎通商店街（大阪市北区）
  - 中崎商店会、黒崎西商店街、黒崎東商店街、浪花街商店街（大阪市北区）
- 天神橋筋商店街（大阪市中央区）
- 天神橋三丁目商店街（大阪市中央区）
- 心斎橋筋商店街（大阪市中央区）
- 心斎橋筋北商店街（大阪市中央区）
- 空堀商店街（大阪市中央区）
- せんば心斎橋筋商店街（大阪市中央区）
- 道頓堀商店街（大阪市中央区）
- 戎橋筋商店街（大阪市中央区）
- 千日前商店街（大阪市中央区）
- 千日前道具屋筋商店街（大阪市中央区）
- 黒門市場（大阪市中央区）
- 空堀商店街（大阪市中央区）
- 相合橋筋商店街（大阪市中央区）
- 難波本通商店街（大阪市中央区）
- 南海通商店街（大阪市中央区）
- 千鳥橋筋商店街（大阪市此花区）
- 四貫島本通商店街（大阪市此花区）
- 春日出商店街（大阪市此花区）
- 肥後橋商店街（大阪市西区）
- キララ九条商店街（大阪市西区）
- ナインモール九条商店街（大阪市西区）
- 繁栄商店街（大阪市港区）
- 八幡屋市場（大阪市港区）
- 泉尾商店街（大阪市大正区）
- 平尾本通商店街（大阪市大正区）
- 日本橋筋商店街（大阪市浪速区）
- 通天閣本通商店街（大阪市浪速区）
- 南陽通商店街 - 愛称「ジャンジャン横丁」（大阪市浪速区）
- 五階百貨店（大阪市浪速区）
- 玉造日之出通商店街（大阪市天王寺区）
- 阪和商店街（大阪市天王寺区）
- 新京橋・京橋商店街（大阪市都島区）
- ひがし京橋商店街（大阪市都島区）
- 大東商店街（大阪市都島区）
- 十三フレンドリー商店街（大阪市淀川区）
- 十三元今里商店街（大阪市淀川区）
- 十三駅前通り商店街（大阪市淀川区）
- 十三東駅前商店街（大阪市淀川区）
- 三津屋商店街（大阪市淀川区）
- 三国新道商店街（大阪市淀川区）
- 木川本町商店街（大阪市淀川区）
- 柏里本通商店街（大阪市淀川区）
- 東淡路商店街（大阪市淀川区）
- 柏里本通商店街（大阪市西淀川区）
- 淡路本町商店街（大阪市東淀川区）
- 東淡路商店街（大阪市東淀川区）
- 今里新道筋商店街（大阪市東成区）
- 鶴橋商店街（大阪市東成区・生野区）
- 生野本通り商店街（大阪市生野区）
- 生野商店街（大阪市生野区）
- 生野銀座商店街（大阪市生野区）
- 桃谷本通商店街（大阪市生野区）
- 生野コリアタウン（大阪市生野区）
- 福島聖天通商店街（大阪市福島区）
- 野田新橋筋商店街（大阪市福島区）
- 千林商店街（大阪市旭区）
- 今市商店街（大阪市旭区）
- 関目商店街（大阪市城東区）
- 城東商店街（大阪市城東区）
- 津守商店街（大阪市西成区）
- 鶴見橋商店街（大阪市西成区）
- 飛田本通商店街 - 愛称「動物園前1番街」（大阪市西成区）
- 新開筋商店街（大阪市西成区）
- 天下茶屋銀座商店街（大阪市西成区）
- 西天下茶屋商店街（大阪市西成区）
- 玉出北商店会（大阪市西成区）
- 玉出本通商店街（大阪市西成区）
- サンスーク花園商店街（大阪市西成区）
- 山王市場通商店街（大阪市西成区）
- 今池本通商店街（大阪市西成区）
- 萩之茶屋商店街（大阪市西成区）
- 天下茶屋駅前商店街（大阪市西成区）
- 加賀屋一番街（大阪市西成区）
- 安立中央商店街（大阪市西成区）
- 今里新道筋商店街（大阪市東成区）
- 粉浜商店街（大阪市住之江区）
- 加賀屋市場商店街 （大阪市住之江区）
- 粉浜商店街（大阪市住之江区）
- 安立中央商店街（大阪市住之江区）
- 加賀屋一番街（大阪市住之江区）
- 駒川商店街（大阪市東住吉区）
- 北田辺商店街 - 愛称「ファミリー北田辺」（大阪市東住吉区）
- 北田辺西通り商店街（大阪市東住吉区）
- 南田辺本通り商店街（大阪市東住吉区）
- 駒川商店街（大阪市東住吉区）
- 矢田駅前商店街（大阪市東住吉区）
- 住道矢田商店街（大阪市東住吉区）
- 阿倍野王子商店街（大阪市阿倍野区）
- 文ノ里商店街（大阪市阿倍野区）
- 長居商店街（大阪市住吉区）
- 地下鉄あびこ中央商店街（大阪市住吉区）
- あびこ道商店街（大阪市住吉区）
- 粉浜商店街（大阪市住吉区）
- 平野本町商店街（大阪市平野区）
- 長吉中央商店街（大阪市平野区）
- 平尾本通商店街（大阪市大正区）
- 堺銀座商店街（堺市堺区）
- 堺銀座西商店街（堺市堺区）
- 堺銀座南商店街（堺市堺区）
- 堺銀座北商店街（堺市堺区）
- 堺東中瓦町商店街（堺市堺区）
- 堺山之口商店街（堺市堺区）
- 堺一条商店会（堺市堺区）
- 大町西商店街（堺市堺区）
- 堺駅前栄橋商店会（堺市堺区）
- 山之口商店街（堺市堺区）
- ザビエル商店会（堺市堺区）
- 湊駅前東通り商店会（堺市堺区）
- 香ヶ丘商店街（堺市堺区）
- 上野芝西商店会（堺市西区）
- 北条通り商店会（堺市西区）
- 鳳本通り商店街（堺市西区）
- 諏訪森商店会（堺市西区）
- 浜寺商栄会（堺市西区）
- 石津川西本通商店街（堺市西区）
- 北野田駅前商店街（堺市東区）
- 美原本通り商店街（堺市美原区）
- 美原商店街（堺市美原区）
- 長尾台商店街（枚方市）
- 牧野本町商店街（枚方市）
- 川原町商店街（枚方市）
- 宮之阪中央商店街（枚方市）
- 樟葉宮表参通商店（枚方市）
- 岸和田駅前商店街（岸和田市）
- 春木商店街（岸和田市）
- 蛸地蔵商店街（岸和田市）
- 城見橋筋商店街（岸和田市）
- かじやまち商店街（岸和田市）
- 庄内本通商店街（豊中市）
- 西本町商店街（豊中市）
- 岡町商店街（豊中市）
  - 桜塚商店街（豊中市）
- 服部阪急商店街（豊中市）
- 池田栄町商店街（池田市）
- 石橋商店街（池田市）
  - サンロード（池田市）
  - 赤い橋通り商店街（池田市）
  - 阪大下通り（池田市）
- 北助松商店街（泉大津市）
- 泉大津中央商店街（泉大津市）
- 神明通商店街（泉大津市）
- 高石駅前西側商店街（高石市）
- 高石駅前東側商店街（高石市）
- 羽衣商店会（高石市）
- 新旭町通り商店街（吹田市）
- 芥川商店街（高槻市）
- 高槻センター街（高槻市）
- 夢ロード川添商店街（高槻市）
- 土居商店街（守口市）
- 旭通り商店街（守口市）
- 京阪商店街（守口市）
- 京阪東通り商店街（守口市）
- 新開地商店街（守口市）
- 阪急本通商店街（茨木市）
- 茨木心斎橋商店街（茨木市）
- 中央商店街（茨木市）
- 茨木ショップタウン（茨木市）
- 松原駅前商店会（松原市）
- 松原岡商店会（松原市）
- 天美駅前東商店会（松原市）
- 天美西商店街（松原市）
- 上田元町商店会（松原市）
- 丹南商店会（松原市）
- 阿保商店会（松原市）
- プラザ商店会（松原市）
- 新堂・栄町商店会（松原市）
- 南新町商店会（松原市）
- 松原中央商店会（松原市）
- 久宝寺口商店街（八尾市）
- JR八尾駅前通商店会（八尾市）
- 近鉄八尾北商店街（八尾市）
- 山本南商店街（八尾市）
- ファミリーロード商店街（八尾市）
- 八尾銀座商店街（八尾市）
- 北本町中央通商店街（八尾市）
- 高安さくら商店街（八尾市）
- 高安駅前商店会（八尾市）
- つばさ通り商店街（泉佐野市）
- 春日通り商店街（泉佐野市）
- ベル大利商店街（寝屋川市）
- 寝屋川一番街商店街（寝屋川市）
- 京阪トップ商店街（寝屋川市）
- 香里中央商店街（寝屋川市）
- 萱島銀座商店街（寝屋川市）
- 本町商店街（富田林市）
- 長野商店街（河内長野市）
- 住道本通商店街（大東市）
- 郡津駅前商店会（交野市）
- 交野駅前商店会（交野市）
- 星田駅前商店会（交野市）
- 交野中央商店会（交野市）
- 和泉府中駅前商店街 - 愛称「ロードインいずみ」（和泉市）
- 恵我之荘商店街（羽曳野市）
- 古市駅前市場（羽曳野市）
- 幸福本通商店街（門真市）
- 門真本町商店会組合（門真市）
- 藤井寺駅前北商店街（藤井寺市）
- 藤井寺一番街商店街（藤井寺市）
- フラワーロード本町商店街（東大阪市）
- ブランドーリふせ（東大阪市）
- 布施商店街（東大阪市）
- 二条通商店街（東大阪市）
- みやこ町商店街（東大阪市）
- 小阪本通商店街（東大阪市）
- サザンモール小阪商店街（東大阪市）
- 花園商店街（東大阪市）
- サンロード瓢箪山商店街（東大阪市）
- ジンジャモール瓢箪山商店街（東大阪市）
- 永和商店街（東大阪市）
- 金岡本通商店街（東大阪市）
- 石切参道商店街（東大阪市）
- スマイル瓢箪山
- 瓢箪山中央商店街（東大阪市）
- 長瀬駅周辺商店街（東大阪市）

### 兵庫県
- 三宮センター街（神戸市中央区）
- 三宮本通商店街（神戸市中央区）
- 元町商店街（神戸市中央区）
- 元町高架通商店街（神戸市中央区）
- 南京町商店街（神戸市中央区）
- 大日商店街（神戸市中央区）
- 春日野道商店街（神戸市中央区）
- 大安亭市場（神戸市中央区）
- 生田東門商店街（神戸市中央区）
- 湊川商店街、東山商店街（神戸市兵庫区）
- 湊川ふれあい通り（神戸市兵庫区）
- 平野商店街（神戸市兵庫区）
- 新開地商店街（神戸市兵庫区）
- 長田商店街（神戸市長田区）
- 長田神社前商店街
- 新長田一番街商店街（神戸市長田区）
- 新長田本町筋商店街（神戸市長田区）
- 新長田地区商店街（神戸市長田区）
- 丸五市場（神戸市長田区）
- 六間道商店街（神戸市長田区）
- 西神戸センター街（神戸市長田区）
- 大正筋商店街（神戸市長田区）
- 甲南本通商店街（神戸市東灘区）
- 水道筋商店街（神戸市灘区）
- 灘センター街（神戸市灘区）
- 灘中央筋商店街（神戸市灘区）
- 畑原市場（神戸市灘区）
- 板宿本通商店街（神戸市須磨区）
- 垂水商店街（神戸市垂水区）
- みゆき通り（姫路市）
- 二階町商店街（姫路市）
- 本町商店街（姫路市）
- 駅前通り商店街（姫路市）
- 一番街商店街（姫路市）
- 協和通り商店街（姫路市）
- 小溝筋商店街（姫路市）
- パステル小溝商店街（姫路市）
- 南町中央通り商店街（姫路市）
- 南町栄通り商店街（姫路市）
- 西二階町商店街（姫路市）
- 橋本町商店街（姫路市）
- 姫路野里商店街（姫路市）
- 亀井町 (姫路市)
- 紺屋町 (姫路市)
- 尼崎中央・三和・出屋敷商店街（尼崎市）
- 尾浜商店街（尼崎市）
- 阪神尼崎駅前13商店街（尼崎市）
- 立花商店街（尼崎市）
- 西宮中央商店街（西宮市）
- 甲子園口センター街商店街（西宮市）
- 新甲子園商店街（西宮市）
- 魚の棚商店街（明石市）
- 岩屋商店街（淡路市）
- 打出商店街（芦屋市）
- ナメラ商店街（三木市）
- 小野商店街（小野市）
- 豊岡駅通商店街（豊岡市）
- 豊田商店街
- カバンストリート（豊岡市）※宵田商店街
- ベルデモール加古川（加古川市）
- 寺家町商店街（加古川市）
- 丹波篠山市内15商店街等（篠山市(現・丹波篠山市）
- 洲本本町七丁目商店街（洲本市）
- コモード56商店街（洲本市）
- VIVA伊丹（旧中央サンロード商店街）（伊丹市）
- 旭ほんまち商店街（相生市）
- 寺家町商店街（加古川市）
- 高砂センター街（高砂市）
- 高砂銀座商店街（高砂市）
- 小野商店街（小野市）
- 車瀬橋商店街 （三田市）
- 龍野ショッピングセンター（たつの市）

### 奈良県
- 東向商店街（奈良市）
- 小西さくら通り商店街（奈良市）
- 平城第2ショッピングセンター（奈良市）
- 奈良もちいどのセンター街（奈良市）
- 奈良市下御門商店街（奈良市）
- 三条通り（奈良市）
- 大和高田市商店街（大和高田市）
  - 片塩商店街（大和高田市）
  - 本郷通り商店街（大和高田市）
  - 近鉄高田駅前商店街
  - 天神橋筋商店街
  - 天神橋西商店街
  - 本町商店街
- 天理本通商店街（天理市）
- 本通り商店街（桜井市）
- 中央通り商店街（桜井市）
- 桜井一番街商店街（桜井市）
- 商励会通り商店街（五條市）
- 新地通り商店街（御所市）
- 生駒駅前商店街 - 愛称「ぴっくり通り」（生駒市）

### 和歌山県
- ぶらくり丁商店街（和歌山市）
- みその商店街 （和歌山市）
- 七曲商店街 （和歌山市）
- 黒門商店街（和歌山市）
- 和歌山駅前卸小売商店街（和歌山市）
- 田辺市商店街（田辺市）
- 湯浅町商工会（湯浅町）
- 御坊市商店街（御坊市）
- 本町商店街 - 可動式のビニール製 （橋本市）
- 仲之町商店街 - 全長約360m （新宮市）
- 紀伊勝浦駅前本通り商店街（那智勝浦町）

## 中国地方

### 鳥取県
- 若桜街道商店街（鳥取市）
- 新町通商店街（鳥取市）
- 鳥取本通商店街（鳥取市）
- 新鳥取駅前地区商店街（鳥取市）
- 川端商店街（鳥取市）
- サンロード商店街（鳥取市）
- 米子元町サンロード（米子市）
- 米子本通り商店街（米子市）
- 本通り商店街、元町通り商店街（米子市）
- 笑い通り商店街（米子市）
- エルモール一番街（米子市）
- 本町通商店街（倉吉市）
- 打吹商店街（倉吉市）
- 水木しげるロード周辺商店街（境港市）
  - 本町アーケード商店街 - 水木しげるロードの東端を占める

### 島根県
- 天神町商店街（松江市）
- 新大橋商店街（松江市）
- 紺屋町商店街（浜田市）
- 中町商店街（出雲市）
- 扇町商店街（出雲市）

### 岡山県
- 岡山表町商店街（岡山市北区）
  - 上之町商店街
  - 中之町商店街
  - 下之町商店街
  - 栄町商店街
  - 紙屋町商店街
  - 千日前商店街
  - 西大寺町商店街
  - 新西大寺町商店街
- 岡山駅前商店街（岡山市北区）
- 奉還町商店街 - 愛称「奉還町Passage（パサージュ）」（岡山市北区）
- オペラ通り商店街（岡山市北区）
- ロマンチック通り商店街（岡山市北区）
- 医大前商店街（岡山市北区）
- 西大寺中央通り商店街（岡山市東区）
- 門前町商店街(岡山市東区）
- 倉敷センター街（ビオス倉敷）（倉敷市）
- 倉敷えびす通り商店街（ビオス倉敷）（倉敷市）
- 倉敷えびす商店街（倉敷市）
- 倉敷本通り商店街（ビオス倉敷）（倉敷市）
- 鶴形商店街（倉敷市）
- 倉敷一番街（倉敷市）
- 水島常盤商店街 - 仁科百貨店本店前を除いて、2005年にアーケード撤去（倉敷市）
- 清心町商店街（倉敷市）
- 玉島銀座商店街（倉敷市）
- 通町商店街（倉敷市）
- 津山銀天街（津山市）
- ソシオ一番街（津山市）
- 二番街（津山市）
- 五番街（津山市）
- 元魚町商店街（津山市）
- 本町3丁目商店街（津山市）
- 久世商店街（真庭市久世）
- 築港銀座商店街 - 2008年にアーケード撤去（玉野市）
- らんぶる通り商店街（玉野市）
- 東本町商店街（笠岡市）
- 栄町商店街（高梁市）
- 新見銀座商店街（新見市）
- 片上商店街（備前市）
- 日生商店街（備前市）
- 久世上町商店街（真庭市）
- 和気駅前栄町商店街（和気町）

### 広島県
- 広島本通商店街（広島市中区）
- サンモール（広島市中区）
- えびす通り商店街（広島市）
- 広島金座街商店街（広島市）
- 並木通り（広島市）
- 中央通商店街（広島市）
- 広島市中の棚商店街（広島市）
- タカノ橋商店街（広島市）
- 袋町裏通り「うらぶくろ」
- 流川銀座商店街（広島市）
- 江波商店街（広島市）
- 牛田商店街（広島市）
- 千田商店街（広島市）
- 旭商店街（広島市）
- 井口商店街（広島市）
- 毘沙門通り商店街（広島市）
- 古市商店街（広島市）
- 可部新中央商店街（広島市）
- 楽々園センター商店街（広島市）
- 美鈴モール商店街（広島市）
- 城南商店会（広島市）
- 広島新天地商店街（広島市）
- 横川本通り商店街（広島市）
- 横川くろすろーど商店街（広島市）
- 星のみち商店街（広島市）
- コイン通り商店街（広島市）
- 皆実町中通り商店街（広島市南区）
- 福山市本通・本通船町商店街（福山市） - 通称「本通ファースト」（北部）・「本通ふなまち」（南部）。西方へ「Joyふなまち」が分岐
- 元町商店街（福山市）
- 元町通り商店街（福山市）
- 元町一番街（福山市）
- 宮通り商店街（福山市）
- 久松通り商店街（福山市）
- 霞町商店街（福山市）
- れんがどおり（呉市）
- 中央地区6商店街（呉市）
  - 呉中通商店街（呉市）
  - 呉花見橋通商店街（呉市）
  - 呉市役所通商店街（呉市）
  - 呉劇場通商店街（呉市）
- 尾道駅前本町一番街商店街（尾道市）
- 尾道本通り商店街（尾道市）
- 尾道通り旧本陣石畳地区商店街（尾道市）
- 尾道中央商店街（尾道市）
- 尾道土堂中商店街（尾道市）
- 尾道本町センター商店街（尾道市）
- 三原帝人通り商店街（三原市）
- マリンロード商店街（三原市）
- みよし本通商店街（三次市）
- きんさい通り商店街（三次市）
- ひろぎん通り商店街（三次市）
- しもしん通り商店街（三次市）
- 松原稲荷通り商店街（三次市）
- 岡町商店街（東広島市）
- 庄原市役所通り商店街（庄原市）
- 庄原市駅前通り商店街（庄原市）
- 東本町商店街（庄原市）
- 上之町通り商店街（庄原市）
- 本町筋商店街（庄原市）
- 備中町商店街（庄原市）
- 府中市本通り商店街（府中市）
- 府中駅通り商店街（府中市）
- 府中銀座通り商店街（府中市）
- 一番街商店街入口（府中市）
- 府中センター街商店街（府中市）
- 末広通り商店街（府中市）
- 大竹駅前商店街（大竹市）
- 廿日市駅通り商店街（廿日市市）
- 宮島表参道商店街（廿日市市）
- 宮島口商店街（廿日市市）
- 吉田商店街（安芸高田市）
- 今高野山通り商店街（世羅町）
- 油木商店街（神石高原町）

### 山口県
- 山口市中心商店街（山口道場門前商店街、山口市）
  - 中市商店街
  - 米屋町商店街
  - 道場門前商店街
  - 西門前商店街
- 宇部中央銀天街（宇部市）
- ハミングロード新天町（宇部市）
- 宇部新天町名店街（ハミングロード新天町）（宇部市）
- 宇部中央銀天街（宇部市）
- 中央町 (宇部市)
- 相生町 (宇部市)
- 常盤町 (宇部市)
- 松島町 (宇部市)
- グリーンモール商店街（下関市）
- 豊前田商店街・晋作通り（下関市）
- 唐戸商店街（下関市）
- 唐戸銀天街 （下関市）
- 唐戸ふれあい通り（下関市）
- 長府商店街・乃木さん通り商店街（下関市）
- 赤間本通り商店街（下関市）
- 徳山銀座商店街（周南市）
- 南銀座商店街（周南市）
- 徳山みなみ銀座商店街（周南市）
- 中央街商店街（周南市）
- 銀南街商店街（周南市）
- 徳山糀町通商店街（周南市）
- りぼん商店街（周南市）
- 一番街商店街（周南市）
- 岩国駅前中通り商店街（岩国市）
  - 岩国駅前本通り商店街（岩国市）
  - 岩国駅前中通り商店街（岩国市）
- 萩市田町商店街（萩市）
- 天神町銀座商店街（防府市）
- 防府銀座商店街（防府市）

## 四国地方

### 徳島県
- 東新町商店街（徳島市）
- ポッポ街商店街（徳島市）
- 紺屋町歩道における朝市・日曜市（徳島市）
- 西新町商店街（徳島市）
- 籠屋町商店街（徳島市）
- 一番町商店街 (徳島市)
- 銀座商店街 (徳島市)
- 元町商店街 (徳島市)
- 両国橋南商店街（徳島市）
- 両国本町商店街（徳島市）
- 大道銀天街（鳴門市）
- 高松常磐町、高松南新町、田町の各商店街（高松市）
- 鴨島銀座商店街（吉野川市）
- 阿波池田駅前商店街（三好市）
- 銀座商店街（三好市）
- 寄井商店街（名西郡神山町）

### 香川県
- 高松中央商店街（高松市）
  - 高松丸亀町商店街
  - 兵庫町商店街
  - 片原町商店街
  - 南新町商店街
  - 常磐町商店街
  - トキワ新町商店街
  - 田町商店街
  - ライオン通商店街
- 丸亀市中央商店街（丸亀市）
  - 通町アーケード街
  - とみやまちアーケード街
  - 浜町商店街
- 坂出商店街（坂出市）
- 本通り商店街（坂出市）
- 新町商店街（琴平町）
- 観音寺商店街（観音寺市）
- 柳町通商店街（観音寺市）
- 通町アーケード街（丸亀市）
- 津田商店街（さぬき市）
- 本町商店街（東かがわ市）
- 池戸商店街（三木町）

### 愛媛県
- 大街道商店街（松山市）
- 松山銀天街（松山市）
- 道後商店街（松山市）
- 松山中央商店街（松山市）
- 松山ロープウェー商店街
- 柳井町商店街（松山市）
- 今治商店街（今治市）
  - 銀座商店街
  - 本町商店街
- 新居浜商店街（新居浜市）
- 川之江栄町商店街（四国中央市）
- 川之江駅通り商店街（四国中央市）
- 伊予三島新町商店街（四国中央市）
- 伊予三島中通り商店街（四国中央市）
- 宇和島商店街（宇和島市）
- 宇和島袋町商店街（宇和島市）
- 宇和島きさいやロード（宇和島市）
- 銀座商店街（八幡浜市）
- 新町商店街（八幡浜市）
- 登道商店街（新居浜市）
- 西条うちぬきTロード（西条市）
- 三瓶銀天街（西予市）

### 高知県
- 帯屋町商店街（高知市）
- 万々商店街（高知市）
- 大橋通商店街（高知市）
- はりまや橋商店街（旧・中種商店街、高知市）
- 京町商店街（高知市）
- 新京橋商店街（高知市）
- 四万十市商店街（四万十市）
- 天神橋商店街（四万十市）

## 九州地方

### 福岡県
- 銀天町商店街（福岡市博多区）
- 柳橋連合市場（福岡市中央区）
- 唐人町商店街（福岡市中央区）
- 川端通商店街（福岡市博多区）
- 博多川端商店街上川端通（福岡市博多区）
- 吉塚商店街（福岡市博多区）
- 西新オレンジ通り商店街（福岡市早良区）
- 西新中央商店街（福岡市早良区）
- 中西商店街（福岡市早良区）
- 高取商店街（福岡市早良区）
- 藤崎通り商店街（福岡市早良区）
- 香椎名店街（福岡市東区）
- 香椎セピア通り（福岡市東区）
- キラキラ通りKASHII（福岡市東区）
- 箱崎商店街（福岡市東区）
- 馬出中央商店街（福岡市東区）
- 魚町銀天街（北九州市小倉北区）
- 旦過市場（北九州市小倉北区）
- 中原商店街（北九州市戸畑区）
- 中央区商店街（北九州市八幡東区）
- 黒崎名店街（北九州市八幡西区）
- 黒崎新天街（北九州市）
- サンロード栄町商店街（黒崎）（北九州市）
- 魚町銀天街（北九州市）
- サンロード魚町商店街（撤去）（北九州市）
- カムズ黒崎名店街・カムズ一番街（北九州市）
- 熊手銀天街（北九州市）
- 千日名店街（北九州市）
- 栄町銀天街（門司港）（北九州市）
- 中本町商店街 - 愛称「中本町あやめ通り」（北九州市）
- 若松本町銀座商店街（エスト本町）（北九州市）
- 若松本町銀座商店街（ウエル本町）片屋根式（北九州市）
- 明治町銀天街（北九州市）
- 八幡中央区商店街 - 愛称「パサージュコスモ」（北九州市）
- 祇園町銀天街 （北九州市）
- 六ツ門商店街（久留米市）
- 久留米ほとめき通り商店街（久留米市）
- あけぼの商店街（久留米市）
- 一番街商店街（久留米市）
- 六ツ門商店街（久留米市）
- 甘木アーケード商店街（朝倉市）
- 大牟田銀座通商店街（大牟田市）
- 本町商店街 - 愛称「サンルート」（大牟田市）
- 新栄町商店街 - 一番街（大牟田市）
- 新銀座商店街（大牟田市）
- 古町商店街（直方市）
- 殿町商店街（直方市）
- 須崎町商店街（直方市）
- 飯塚本町商店街（飯塚市）
- 飯塚東町商店街 - 愛称「サンエステひがしまち」（飯塚市）
- 永楽町商店街（飯塚市）
- 新飯塚商店街（飯塚市）
- 伊田商店街（橘通り、本町通り）（田川市）
- 後藤寺商店街（本町商店街、上本町商店街）（田川市）
- 甘木アーケード商店街（朝倉市）
- えびす通り商店街（行橋市）
- 正門通り商店街（芦屋町）

### 佐賀県
- 佐賀市白山名店街商店街（佐賀市）
- 佐賀市銀天通り商店街（佐賀市）
- 佐賀国体通り商店街（佐賀市）
- 呉服町名店街商店街（佐賀市）
- 唐人町商店街（佐賀市）
- バルーン通り商店街（佐賀市）
- 牛津町商店街（小城市）
- 多久市京町商店街（多久市）
- 武雄市松原商店街（武雄市）
- 鹿島スカイロード商店街（鹿島市）
- 東新町商店街（伊万里市）
- 伊万里本町名店街（伊万里市）
- 伊万里銀天街（伊万里市）
- 伊万里駅通商店街（伊万里市）
- 西唐津商店街（唐津市）
- 京町商店街（唐津市）
- 大手通り商店街（唐津市）
- 中町商店街（唐津市）
- 呉服町商店街（唐津市）
- 鳥栖本通筋商店街（鳥栖市）
- 大正町商店街（鳥栖市）
- 東町商店街（鳥栖市）
- 鳥栖中央市場商店街（鳥栖市）
- 江見商店街（みやき町）
- 大町商店街（大町町）

### 長崎県
- 浜町アーケード（長崎市）
  - ベルナード観光通り
  - 浜市アーケード
- 長崎浜んまち商店街（長崎県長崎市）
- 中央地区商店街（長崎市）
- 長崎新地中華街（長崎市）
- 江戸町商店街（長崎市）
- 銅座町商店街（長崎市）
- 築町商店街（長崎市）
- 思案橋商店街（長崎市）
- シーボルト通り商店街（長崎市）
- 長崎駅前商店街（長崎市）
- 八百屋町商店街（長崎市）
- 観光通り商店街（長崎市）
- 住吉・中園商店街（長崎市）
- さるくシティ4○3（佐世保市）
  - 四ヶ町商店街
  - 三ヶ町商店街
- 京町通り (佐世保市)
- 京町通り商店街（佐世保市）
- 戸尾市場（佐世保市）
- 常盤町商店街（佐世保市）
- 俵町商店街（佐世保市）
- 諫早中央商店街（諫早市）
- 栄町通り商店街（諫早市）
- 大村宿本陣通り（大村中央商店街）（大村市）
- 万町商店街（島原市）
- 一番街商店街（中堀町商店街）（島原市）
- サンシャイン中央街（島原市）
- 福江商店街（本町商店街・新栄町商店街）（五島市）
- 本町商店街（五島市）
- サンシャイン新栄町商店街（五島市）
- 平戸商店街（木引田商店街・みやんちょ商店街）（平戸市）
- 仲通商店街（対馬市）
- 市交流センター（対馬市）
- 長与中央商店街（長与町）
- 本町通り商店街（諫早市）
- 栄町通り商店街（諫早市）
- 大村駅通り商店街（大村市）
- 大村宿本陣通り商店街（大村市）

### 熊本県
- 上通商店街（熊本市）
- 下通商店街（熊本市）
- 新市街商店街（熊本市）
- シャワー通（熊本市）
- 駕町通り商店街（熊本市）
- 武蔵ヶ丘商店街（熊本市）
- 健軍商店街（熊本市東区）
- 上乃裏通り（熊本市）
- 子飼商店街（熊本市）
- 亀井商店街（熊本市）
- 新鳥町商店街（熊本市）
- 楠商店街（熊本市）
- 川尻商店街（熊本市）
- 本町商店街（八代市）
- 通町商店街（八代市）
- 荒尾中央商店街（荒尾市）
- 亀甲商店街（玉名市）
- 本渡銀座商店街（本渡銀天街、天草市）
- 西九日町商店街（人吉市）
- 東九日町商店街（人吉市）
- 中町商店街（山鹿市）
- 来民商店街（山鹿市）
- 中央通り商店街（菊池市）
- 一の宮門前町商店街（阿蘇市）
- 内牧商店街（阿蘇市）

### 大分県
- セントポルタ中央町（大分市）
- ガレリア竹町（大分市）
- 府内五番街商店街（旧称「若松通り商店街」）（大分市）
- 若草通り商店街（縁起横丁。）（大分市）
- 赤レンガ通り商店街（大分市）
- サンサン通り商店街（トキハ通り商店街）（旧称「栄町商店街」など）（大分市）
- ポルトソール商店街（大分市）
- 大分マート（大分市）
- 鶴崎商店街（大分市）
- 萩原商店街（大分市）
- 別府駅前通り商店街（別府市）
- べっぷ駅市場商店街（別府市）
- 北高架商店街（別府市）
- ほっとストリートやよい（弥生銀天街）（別府市）
- 国際通ソルパセオ銀座（別府銀座商店街）（旧称「レインボー銀座」）（別府市）
- 楠銀天街（別府市）
- 竹瓦小路アーケード（別府市）
- 流川通り商店街（別府市）
- つるりん通り商店街・鶴見通り商店街（別府市）
- 亀川商店街（別府市）
- 別府大学通り商店街（別府市）
- 弥生銀天街 - 愛称：天狗通りほっとストリートやよい銀天街（別府市）
- 銀座商店街 - 愛称：ソルパセオ銀座（別府市）
- 中浜筋（別府市）
- 日の出町商店街（中津市）
- 博多町商店街（中津市）
- 新博多町・寿通り商店街（中津市）
- 日田駅前通り商店街（日田市）
- 日田市中央商店街（日田市）
- 仲町通り商店街（佐伯市）
- 新町通り商店街（佐伯市）
- 四日市商店街（宇佐市）
- 八町大路（旧シルバー通り、臼杵中央通り商店街）（臼杵市）
- 津久見駅前通り商店街（津久見市）
- 竹田町商店街（竹田市）
- 豊後高田駅通り商店街（豊後高田市）
- 中央通り商店街（豊後高田市）
- 新町商店街（豊後高田市）
- 宮町商店街（豊後高田市）
- 稲荷商店街（豊後高田市）
- 銀座街商店街（豊後高田市）
- 中町商店街（豊後高田市）
- 玉津商店街（豊後高田市）
- 三重町商店街（三重町駅前通り・中央通り・トキハ通りなど）（豊後大野市）
- 由布見通り（由布市）
- 日出商店街（さざんか通り・トキハ通りなど）（日出町）
- 春日町商店街・森商店街（玖珠町）

### 宮崎県
- 若草通り商店街（宮崎市）
- 一番街商店街（宮崎市）
- 宮崎駅前通り商店街・広島通り商店街（宮崎市）
- 橘通り商店街（宮崎市）
- 大成銀天街商店街（宮崎市）
- Doまんなかモール（宮崎市）
- 山下新天街（延岡市）
- 大師通り商店街（延岡市）
- 祇園町銀天街（延岡市）
- サンロード栄町（延岡市）
- 幸町商店街（延岡市）
- 日向商店街（上町・本町・都町）（日向市）
- サンロード千日（千日通り商店街、都城市）
- オーバルパティオ（都城市）
- 都城中央通り商店街12番街・23番街・45番街（都城市）
- ときわ通り商店街（都城市）
- 山下新天街商店街（延岡市）
- 油津商店街（日南市）
- 岩崎商店街（日南市）
- 日南中央通り商店街（日南市）
- 平助商店街（西都市）
- トロントロン商店街（川南町）
- 高鍋町商店街（高鍋町）

### 鹿児島県
- 天文館商店街（鹿児島市）
- 中央地区商店街（鹿児島市）
- 鹿児島中央駅一番街（鹿児島市）
- 宇宿商店街（鹿児島市）
- 浜町商店街（いちき串木野市）
- 堀田通り商店街（薩摩川内市）
- 中央通り商店街（奄美市）

## 沖縄地方

### 沖縄県
- 牧志公設市場（那覇市）
- 国際通り4商店街（那覇市）
- 栄町市場商店街（那覇市）
- 平和通り商店街（那覇市）
- 新栄通り商店街 - 愛称「サンライズなは」（那覇市）
- むつみ橋通り商店街（那覇市）
- 市場中央通り商店街（那覇市）
- 一番街商店街、銀天街商店街（沖縄市）
- 沖縄サンシティー商店街（沖縄市）
- 沖縄市銀天街商店街（沖縄市）
- 名護市場商店街（名護市）
- 安慶名商店街（うるま市）
- ユーグレナモール（石垣市）